# Chronologie des Westfeldzuges 1940
Schlacht um die Niederlande

Maastricht – Mill – Den Haag – Rotterdam – Zeeland – Grebbeberg – Afsluitdijk – Bombardierung von Rotterdam
Invasion von Luxemburg

Schusterlinie
Schlacht um Belgien

Fort Eben-Emael – K-W-Linie – Dyle-Plan – Hannut – Gembloux – Lys
Schlacht um Frankreich

Ardennen – Sedan – Maginot-Linie – Weygand-Linie – Arras – Boulogne – Calais – Dünkirchen (Dynamo – Wormhout) – Abbeville – Lille – Paula – Fall Rot – Aisne – Westalpen – Cycle – Saumur – Lagarde – Aerial – Fall Braun
Diese kalendarische Übersicht stellt eine Chronologie des Westfeldzuges 1940 dar. Sie ist keine eigenständige Darstellung, sondern dient vorrangig dem Auffinden von Wikipedia-Artikeln zu einem Datum oder Ereignis bzw. dessen Zuordnung zu einem Zeitraum.
- Siehe auch: Chronologie des Zweiten Weltkrieges

## Vorgeschichte
→ Siehe Hauptartikel: Vorgeschichte des Zweiten Weltkriegs in Europa

### 1939

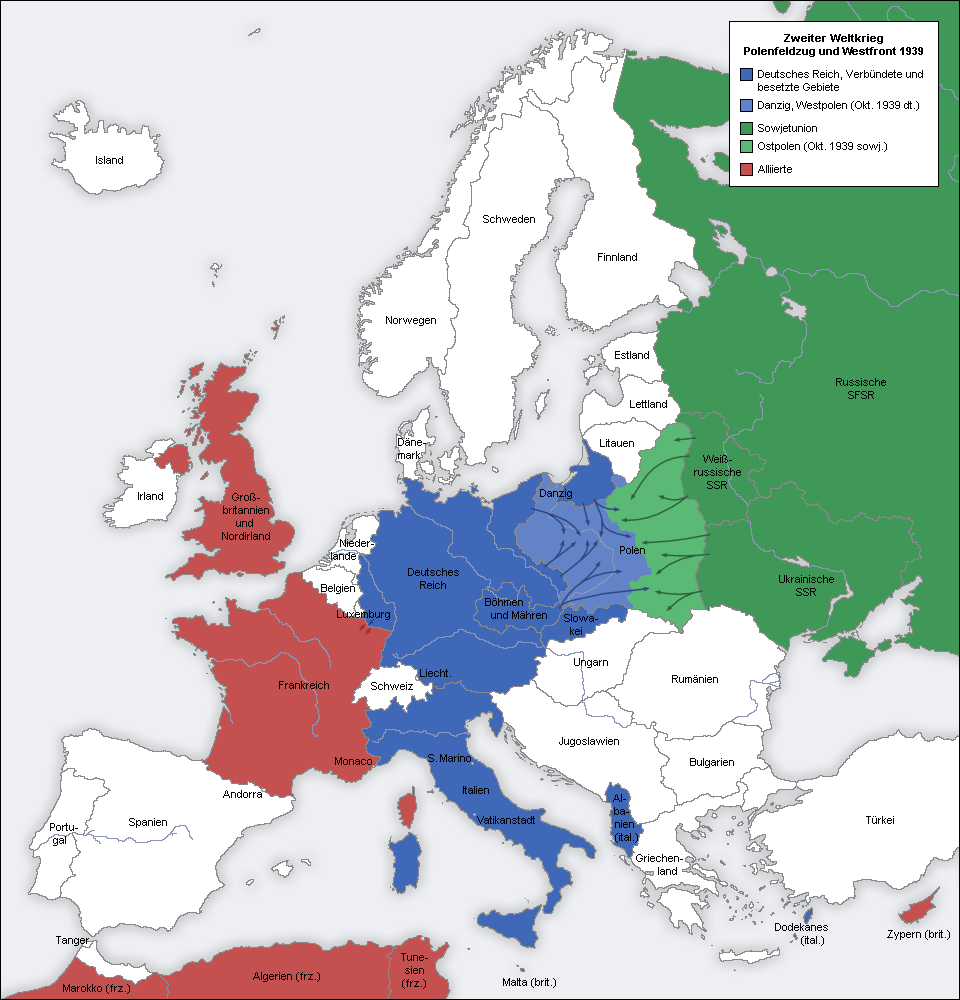
Europa nach dem Überfall auf Polen (Oktober 1939)

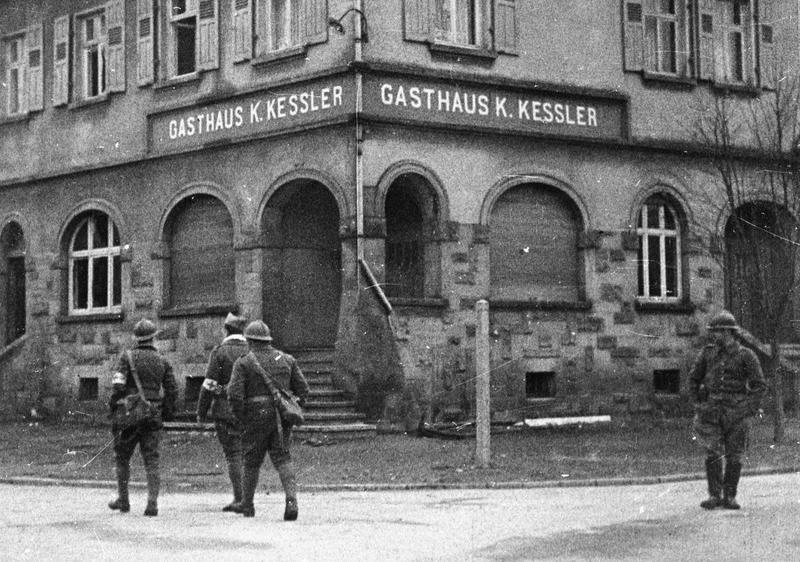
Französische Soldaten während der Saar-Offensive südlich von Saarbrücken (September 1939)

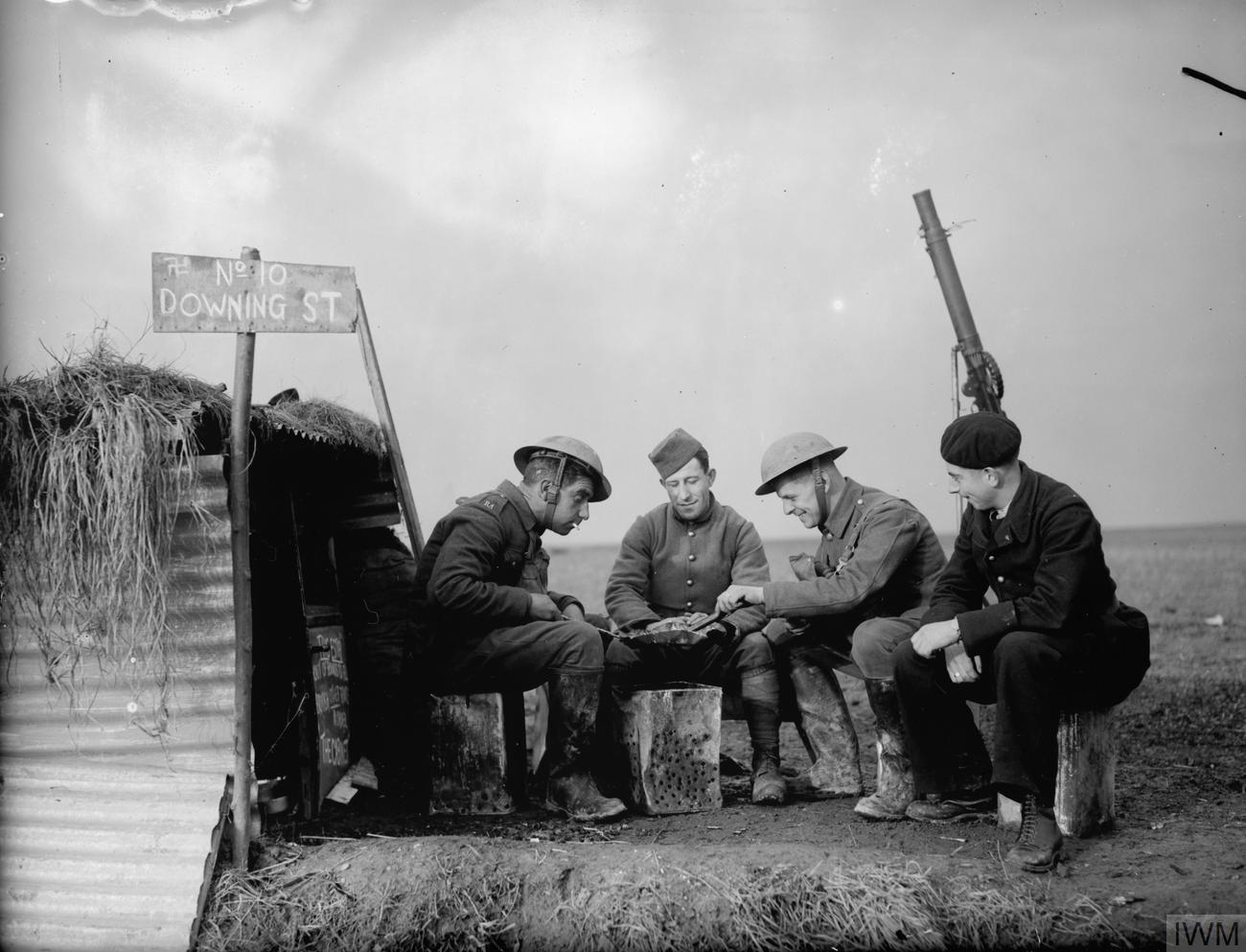
Britische und französische Soldaten vor einem Verschlag mit der Bezeichnung „Downing Street No. 10“ (November 1939)

- 1. September: Ohne vorherige Kriegserklärung marschiert die deutsche Wehrmacht in Polen ein (Überfall auf Polen). In seiner Rede vor dem Reichstag rechtfertigt Reichskanzler Adolf Hitler den Schritt als Verteidigungskrieg.
- 3. September: Nach Ablauf eines Ultimatums,  auf Grundlage der gemeinsamen Garantie vom 31. März 1939, erklären Großbritannien und Frankreich dem Deutschen Reich den Krieg. Die Botschafter Nevile Henderson und Robert Coulondre überreichen dem Reichsaußenminister Joachim von Ribbentrop entsprechende Noten ihrer Regierungen.
  - Der britische Premierminister Neville Chamberlain bildet eine Kriegsregierung. Mit Winston Churchill, der bereits während der 1930er Jahre vor einer militärischen Bedrohung durch den NS-Staat gewarnt hatte,[1] ernennt er einen Kritiker seiner Appeasement-Politik zum Ersten Lord der Admiralität.
  - Beginn der Atlantikschlacht.
  - Der wichtigste deutsche Bündnispartner, das faschistische Königreich Italien, erklärt sich als „nicht kriegführend“.
- 4. September: Die britische Royal Air Force (RAF) fliegt mit dem Luftangriff auf Wilhelmshaven den ersten Angriff auf eine deutsche Stadt (siehe: Luftkrieg im Zweiten Weltkrieg).
- 5. September: Die Vereinigten Staaten erklären ihre Neutralität.
- 9. September: Einschließlich der Festungstruppen in der Maginot-Linie kann die französische Armee nach Abschluss der Mobilmachung insgesamt 108 Divisionen und 2.700 Panzer ins Feld führen. Den Oberbefehl übernimmt Generalstabschef Maurice Gamelin und bezieht im Schloss Vincennes das fernab der Front gelegene Hauptquartier. An der deutschen Westgrenze steht lediglich die 1. Armee (GenOb. Erwin von Witzleben) mit 23 einsatzbereiten Divisionen,[2] die Verteidigungsstellungen entlang des Westwalls besetzt. In Erwartung einer Offensive wird die deutsche Zivilbevölkerung aus dem Grenzgebiet in das Landesinnere evakuiert. Hitler scheut das Risiko eines Zweifrontenkriegs und fürchtet einen alliierten Schlag gegen das kriegswichtige Ruhrgebiet. Er befiehlt:

„Im Westen kommt es darauf an, die Verantwortung für die Eröffnung von Feindseligkeiten eindeutig England und Frankreich zu überlassen. Geringfügigen Grenzverletzungen ist zunächst rein örtlich entgegenzutreten. Die deutsche Westgrenze ist an keiner Stelle ohne meine ausdrückliche Genehmigung zu überschreiten.“

- - Beginn der Saar-Offensive. Ohne auf Widerstand zu stoßen, dringen Einheiten der französischen Heeresgruppe 2 (Gen. André-Gaston Prételat) im Warndt sowie zwischen Mosel und Pfälzerwald bis zu acht Kilometer auf deutsches Staatsgebiet vor.[3] Während der zaghaften Operation kommt es zu keinen nennenswerten Kampfhandlungen, ein Angriff auf den Westwall erfolgt nicht.
- 12. September: Zur militärischen Unterstützung Frankreichs entsendet die britische Regierung die ersten vier Divisionen einer Expeditionsstreitmacht. Bis zum Mai 1940 erreicht die British Expeditionary Force (BEF) eine Stärke von 394.000 Soldaten (zwölf Divisionen). Sie steht unter dem Oberbefehl (General Officer Commanding) von General Lord Gort, als Stabschef fungiert Lieutenant-General Henry Royds Pownall. Die Royal Air Force verlegt rund ein Drittel ihres Gesamtbestandes auf den Kontinent (456 Kampfflugzeuge).
- 21. September: Gamelin bricht die Saar-Offensive ab und zieht seine Verbände wieder in ihre Ausgangsstellungen hinter der stark befestigten Maginot-Linie zurück. In Überschätzung der Kampfkraft der Wehrmacht und vor allem der Luftwaffe, scheut Frankreichs konservativ denkende Armeeführung einen Angriff im Westen. Somit unterbleibt eine wirksame militärische Unterstützung Polens. Die französische Militärdoktrin bleibt strikt defensiv und sieht erst für das Jahr 1941 eine Offensive vor. Zunächst soll die Kriegswirtschaft des rohstoffarmen Deutschen Reiches durch Seeblockaden geschwächt werden. Gleichzeitig soll die technische Aufrüstung Frankreichs mit Panzern und Flugzeugen forciert werden.
- 6. Oktober: Nach der Kapitulation der polnischen Streitkräfte hält Hitler vor dem Reichstag eine „Friedensrede“. Den Westmächten bietet er die Einberufung einer Friedenskonferenz, Rüstungsbegrenzungen sowie freien Handel an und fordert im Gegenzug die Wiederherstellung deutscher Kolonien. Trotz seines öffentlichen Friedensbekenntnisses lässt Hitler die Wehrmacht in die Bereitstellungsräume entlang der Westgrenze verlegen. An der Westfront beginnt die passive Phase des Sitzkriegs (La Drôle de Guerre, Phoney War), der die Form einer wechselseitigen Propagandaschlacht annimmt.
- 9. Oktober: Noch bevor die Antwort auf seine „Friedensrede“ erfolgt ist, legt Hitler in der „Weisung Nr. 6“ die Grundzüge der militärischen Operationen im Westen fest und terminiert den Angriff auf den 12. November. Unter Hinweis auf die mangelnde Einsatzbereitschaft und die unzureichende Munitionsversorgung der Wehrmacht äußern der Oberbefehlshaber des Heeres, Generaloberst Walther von Brauchitsch und Generalstabschef Franz Halder massive Bedenken.
- 19. Oktober: Der ausgearbeitete Operationsplan des OKH für den Angriff auf Frankreich ähnelt sehr stark dem im Ersten Weltkrieg gescheiterten Schlieffen-Plan. Demnach sieht dieser, in Anlehnung an 1914, eine Schwerpunktbildung am rechten Flügel und einen massiven Vorstoß durch die neutralen Staaten Belgien und Niederlande vor (Fall Gelb).
- 5. November: Wegen einer Auseinandersetzung mit Brauchitsch über die Leistungsfähigkeit der Wehrmacht, vergisst Hitler nach einem Wutanfall, den Angriffsbefehl für den 12. November zu bestätigen.[4] Aufgrund der schlechten Wetterlage und des kalten Winters verschiebt Hitler den Angriffstermin insgesamt 29-mal.
- 9. November: An der deutsch-niederländischen Grenze werden zwei britische Geheimdienstoffiziere durch ein SS-Sonderkommando entführt (Venlo-Zwischenfall). Die Aktion macht weite Teile des britischen Spionagenetzes in West- und Mitteleuropa nahezu wertlos.
- 14. November: Für den Fall einer deutschen Offensive verständigen sich die Generalstäbe Frankreichs und Belgiens nach langwierigen Verhandlungen auf eine gemeinsame Verteidigungsstrategie. Die Franzosen wollen einem deutschen Vormarsch so früh wie möglich, außerhalb der eigenen Landesgrenzen, entgegentreten. Daher wird die Masse der mobilen französischen Einheiten der Heeresgruppe 1 (Gen. Gaston Billotte) im Norden unterstellt. Diese soll im Angriffsfall schnellstmöglich auf belgisches Territorium einrücken, um gemeinsame Verteidigungspositionen entlang des Flusses Dijle einnehmen (Dijle-Plan).
- 23. November: In einer Ansprache vor den Oberbefehlshabern der Wehrmacht verkündet Hitler seine Absicht, Westeuropa „zum günstigsten und schnellsten Zeitpunkt“ anzugreifen.
- 18. Dezember: Wegen hoher  Verluste im Luftgefecht über der Deutschen Bucht stellt das britische RAF Bomber Command seine Tageseinsätze gegen Ziele im Deutschen Reich weitgehend ein und verlegt sich auf Angriffe während der Nacht.[5]

### 1940

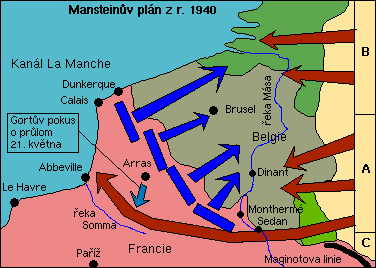
Grafische Darstellung des Sichelschnittplans

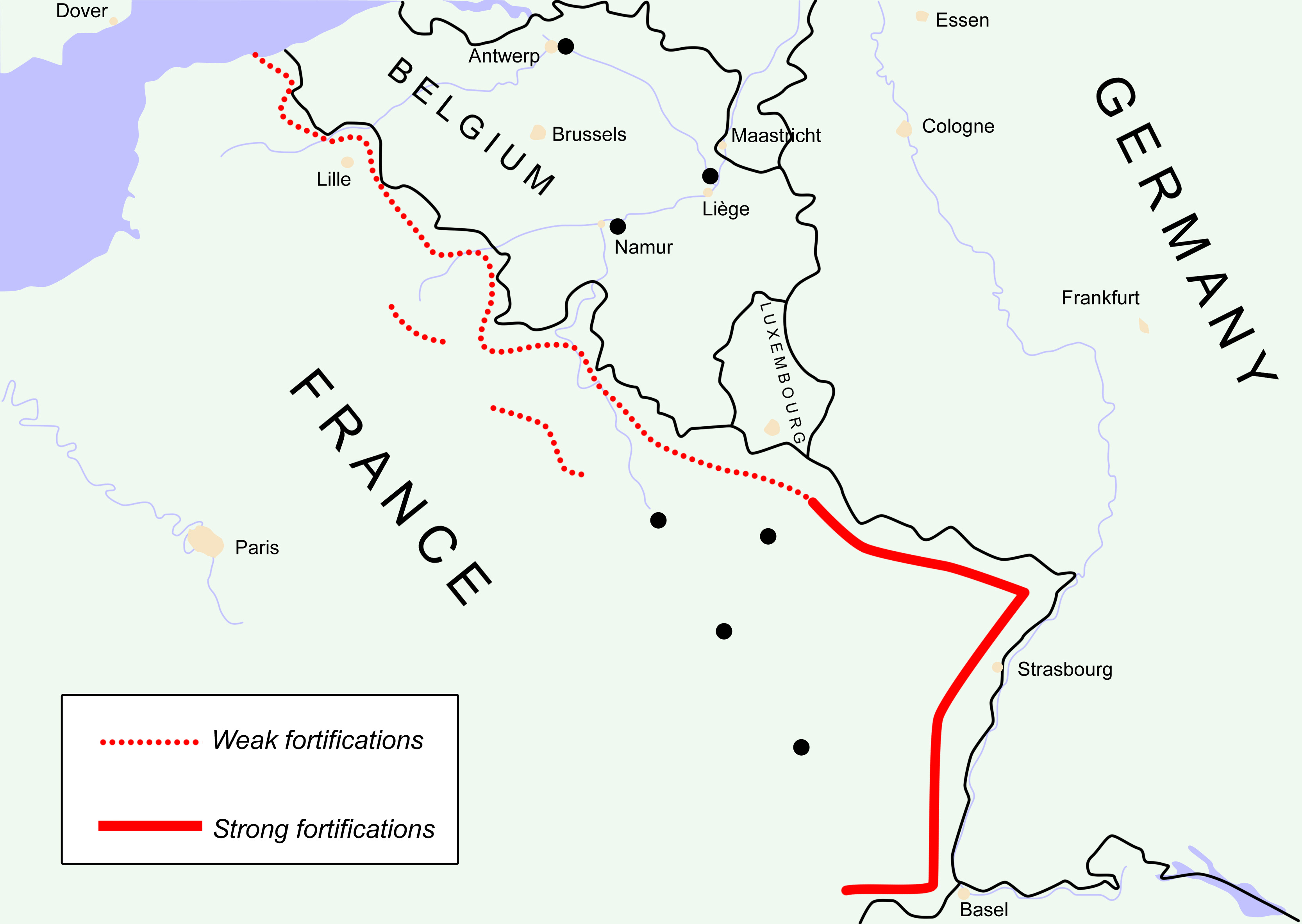
Karte der französischen Maginot-Linie

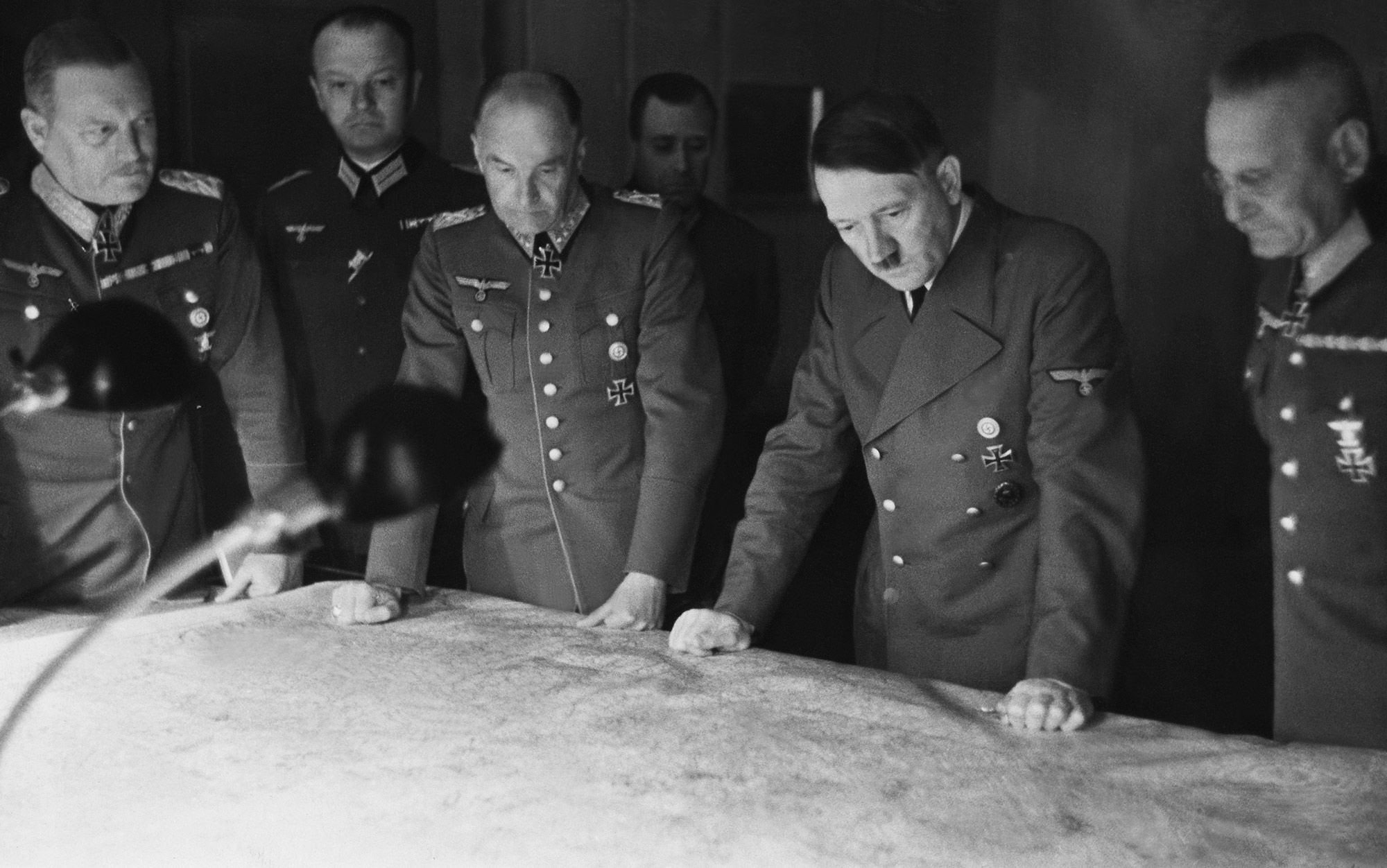
Lagebesprechung zwischen Keitel, von Brauchitsch, Hitler und Halder (von li. nach re.)

- 6. Januar: Generalstabschef Gamelin ernennt General Alphonse Georges zum Oberbefehlshaber der Nordostfront und trennt die beiden Stäbe. Diese dezentrale Aufteilung wirkt sich negativ auf die französische Befehlsstruktur aus.[6]
- 10. Januar: Durch die Notlandung eines deutschen Kurierflugzeugs in Belgien, gelangen verbotenerweise mitgeführte Geheimdokumente der geplanten deutschen Westoffensive an die dortigen Behörden (Mechelen-Zwischenfall).
- 13. Januar: Alarmiert durch den Mechelen-Zwischenfall und in Erwartung einer deutschen Offensive beginnt die Mobilmachung der belgischen Armee. König Leopold III. übernimmt den militärischen Oberbefehl.
- 16. Januar: Nach dem Mechelen-Zwischenfall verschiebt Hitler den angesetzten Angriffstermin am Folgetag.
- 17. Februar: Während einer Zusammenkunft in der Neuen Reichskanzlei unterbreitet Generalleutnant Erich von Manstein, ehemaliger Stabschef der Heeresgruppe A, Hitler eine alternative Angriffsoperation für den Westfeldzug. Demnach soll der Schwerpunkt des deutschen Angriffs nicht im Norden liegen, sondern weiter südlich im zentralen Abschnitt der Front („Plan Sedan“). Er schlägt vor, die Niederlande zu besetzen und den Gegner dadurch zu verleiten, seine starken Verbände nach Norden in Marsch zu setzen. Die eigenen motorisierten Einheiten sollen dagegen zusammengefasst werden und die Westmächte mit einem Stoß durch das Waldgebirge der Ardennen überraschen. Anschließend sollen sie im Rücken der feindlichen Linien zügig die Kanalküste erreichen und diese von ihrer Ausgangsbasis abschneiden. Das konservativ denkende OKH äußert starke Zweifel an einem erfolgreichen Vorstoß durch die Ardennen und lehnt Mansteins Planungen aufgrund offener Flanken und logistischer Bedenken als zu „abenteuerlich“ ab.
- 24. Februar: Trotz der mit dem „Plan Sedan“ verbundenen Risiken akzeptiert Hitler den Vorschlag Mansteins und befiehlt dem OKH, den Fall Gelb entsprechend abzuändern. Unter größter Geheimhaltung wird die Ausarbeitung der Operationspläne bis zum 7. März abgeschlossen. Mit sieben Panzerdivisionen und drei motorisierten Divisionen wird der Großteil der mobilen Verbände der Heeresgruppe A im Zentrum zugewiesen.
- 3. März: Nachdem der zögernde Hitler seine Pläne mehrmals geändert hat, beschließt er das Unternehmen Weserübung vor dem Westfeldzug zu beginnen.
- 18. März: Treffen zwischen Hitler und Benito Mussolini am Brenner. Der italienische Diktator erklärt, sein Land werde zu einem „günstigen Zeitpunkt“ in den Krieg eintreten.[7]
- 19.–21. März: Regierungswechsel in Frankreich. Aufgrund seiner zögerlichen Haltung während des finnisch-sowjetischen Winterkrieges wird Ministerpräsident Édouard Daladier gestürzt. Er wird durch den bisherigen Finanzminister Paul Reynaud ersetzt, der als „Symbol des Krieges auf Leben und Tod“[8] sowie Gegner der Appeasement-Politik seines Vorgängers gilt. Reynaud erhält in der Abgeordnetenkammer lediglich die Mehrheit von einer Stimme und belässt Daladier als Kriegsminister in seinem Kabinett. In den folgenden Wochen behauptet sich Daladier mehrfach gegen Reynaud, der vergeblich die Absetzung des Generalstabschefs Gamelin durchsetzen will.
- 28. März: Auf einer Tagung des Obersten Alliierten Kriegsrats in London unterzeichnen die Vertreter Großbritanniens und Frankreichs eine gemeinsame Erklärung. Diese schließt einen Sonderfrieden oder Waffenstillstand mit dem Deutschen Reich ohne gegenseitiges Einvernehmen aus.
- 29. März: Der sowjetische Außenminister Wjatscheslaw Molotow verkündet die Neutralität seines Landes im Konflikt des Deutschen Reiches mit den Westmächten.
- 9. April: Die Wehrmacht besetzt das neutrale Dänemark. Zur Sicherung der Nachschubwege der kriegswichtigen Erzlieferungen landet sie auch in Norwegen (Unternehmen Weserübung) und kommt einer geplanten Landung der Westmächte zuvor (Operation Wilfred).
  - Aufgrund der deutschen Offensive in Skandinavien, ersuchen die Westmächte vergeblich die belgische Regierung, Truppenverbände in deren Hoheitsgebiet einrücken zu lassen.
- 14.–19. April: Zur militärischen Unterstützung Norwegens verlegen die Westmächte umfangreiche Truppenkontingente (z. B. Teile der Fremdenlegion) nach Narvik (siehe: Schlacht um Narvik).
- 30. April: Auf Befehl Hitlers wird die Wehrmacht an der Westfront in Alarmbereitschaft versetzt. Die 141 deutschen Divisionen sind in drei Heeresgruppen eingeteilt und stehen nun 144 Divisionen auf alliierter Seite gegenüber.
- 7.–9. Mai: Im Zuge der Norwegendebatte im britischen Unterhaus werden Premierminister Chamberlain Versäumnisse in der Kriegspolitik vorgeworfen und er verliert die Unterstützung zahlreicher konservativer Abgeordneter. Als Konsequenz reicht Chamberlain seinen Rücktritt ein.
- 9. Mai: Um den Feldzug im Westen zu leiten begibt sich Hitler in das Führerhauptquartier Felsennest nach Rodert/Bad Münstereifel und erteilt der Wehrmacht den Angriffsbefehl für den Fall Gelb („Soldaten der Westfront! Damit ist die Stunde des entscheidendsten Kampfes für die deutsche Nation gekommen. Der heute beginnende Kampf entscheidet das Schicksal der deutschen Nation für die nächsten Tausend Jahre“).

## Fall Gelb
→ Siehe Hauptartikel: Überfall auf die Niederlande, Belgien und Luxemburg und Schlacht um die Niederlande
→ Siehe Hauptartikel: Schematische Kriegsgliederung der Wehrmacht für den Westfeldzug

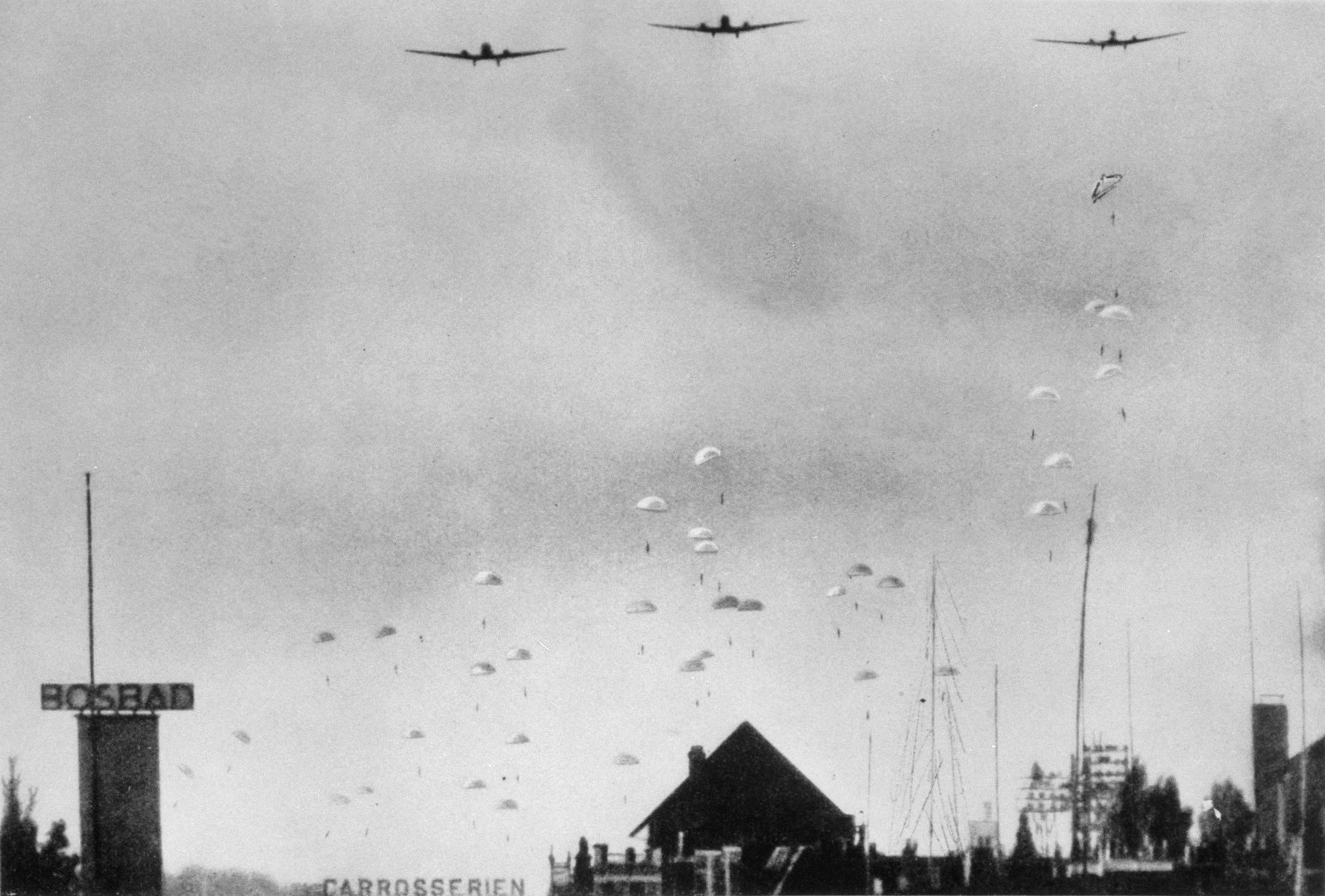
Landung deutscher Fallschirmjäger bei Den Haag (10. Mai 1940)

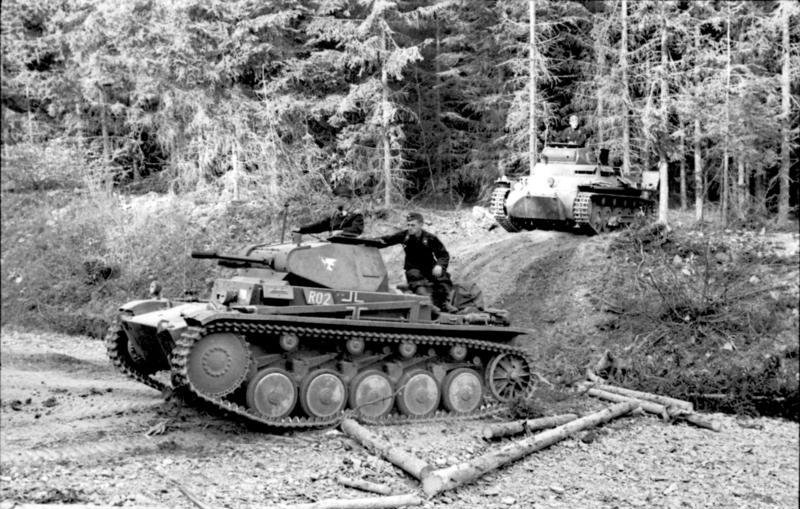
Panzer II (vorne) und Panzer I der Wehrmacht während des Westfeldzugs

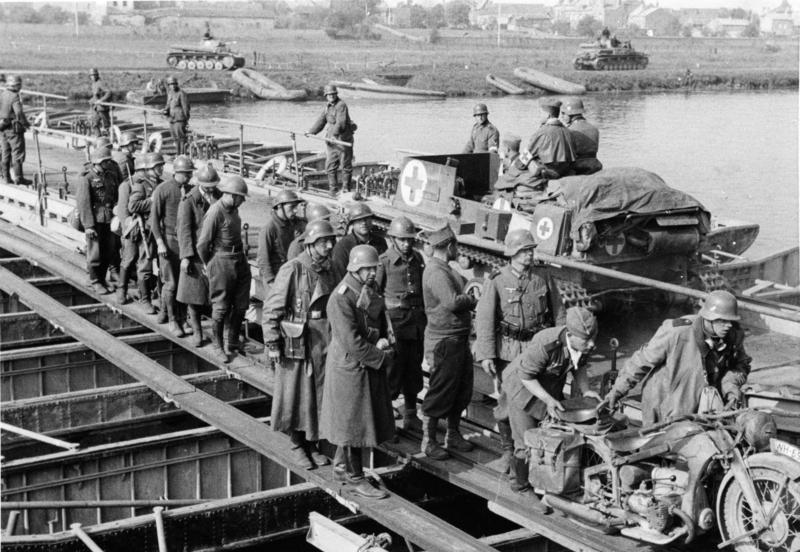
Einheiten der 1. Panzer-Division überqueren auf einer Pontonbrücke die Maas bei Floing

- 10. Mai: Ohne formelle Kriegserklärung überschreitet die Wehrmacht ab 05:35 Uhr die Grenzen der neutralen Staaten Niederlande, Belgien und Luxemburg. Im Norden operiert die Heeresgruppe B unter Generaloberst Fedor von Bock, die den Angriff auf die Niederlande durchführt, im zentralen Abschnitt steht die Heeresgruppe A unter dem Kommando von Generaloberst Gerd von Rundstedt. Am Südabschnitt steht die Heeresgruppe C unter Generaloberst Wilhelm Ritter von Leeb, die zunächst passiv bleibt und Stellungen am Rhein besetzt hält.
  - Der deutschen Bodenoffensive sind Luftangriffe auf feindliche Flugplätze vorangegangen und Fallschirmjäger werden an operativ wichtigen Positionen hinter den feindlichen Linien abgesetzt. Einheiten der 7. Flieger-Division (GenLt. Kurt Student) und der 22. Infanterie-Division (GenMj. Hans von Sponeck) landen hinter im Großraum Den Haag und besetzen die Flugplätze Ypenburg, Ockenburg und Valkenburg. In den anschließenden Schlacht um Den Haag müssen diese nach heftiger Gegenwehr der Niederländer und hohen Verlusten wieder geräumt werden. Dabei geraten 1.600 deutsche Fallschirmjäger in Kriegsgefangenschaft.
  - Nach der siegreichen Schlacht von Maastricht gelingt der 4. Panzer-Division (GenLt. Johann Joachim Stever) am späten Nachmittag die Einnahme der Stadt. Die niederländischen Verteidiger konnten jedoch sämtliche Maas-Brücken sprengen.
  - Gemäß der gemeinsamen Verteidigungsstrategie löst der französische Generalstab den Dijle-Breda-Plan aus. Die alliierte Heeresgruppe 1 (Gen. Gaston Billotte) beginnt um 07:30 Uhr am Drehpunkt Givet in den nördlichen Ausläufern der Ardennen eine Schwenkbewegung in östlicher Richtung. In Erwartung des deutschen Hauptstoßes durch Flandern überschreitet sie die belgische Grenze und soll vorbereitete Stellungen entlang der Linie Dijle – Breda besetzen. Am linken Flügel steht die französische 7. Armee (Gen. Henri Giraud), die mit ihren motorisierten Truppen schnellstmöglich in die Niederlande vorstoßen soll. Daran schließen sich die französische 1. Armee (Gen. Georges Blanchard) und das British Expeditionary Force an, während die französische 2. (Gen. Charles Huntziger) und 9. Armee (Gen. André Corap) die rechte Flanke gegen die Ardennen absichern.
  - Der Konservative Winston Churchill wird neuer britischer Premierminister. Unter Beteiligung der Labour Party und der Liberalen bildet er eine Kriegsregierung. Zentrales Entscheidungsgremium ist das verkleinerte Kriegskabinett.
  - Das neutrale Luxemburg verfügt lediglich über ein Freiwilligenkorps, das jedoch dem Einmarsch der Wehrmacht keinen Widerstand leistet. Nach Überwinden der Schusterlinie, die lediglich aus Straßensperren besteht, wird das schwach verteidigte Großherzogtum innerhalb eines Tages besetzt. Großherzogin Charlotte kann sich rechtzeitig nach Frankreich absetzen (siehe: Luxemburg im Zweiten Weltkrieg).
  - Aufgrund eines Navigationsfehlers bombardiert die Luftwaffe irrtümlich Freiburg im Breisgau. Dabei verlieren 57 Einwohner ihr Leben.
- 11. Mai: Deutsche Luftlandetruppen erobern in einem Handstreich das belgische Sperrfort Eben-Emael. Der Überraschungserfolg ermöglicht der nachrückenden Infanterie einen ungehinderten Übergang über die Maas sowie den Albert-Kanal und damit den Einbruch in den Festungsring Lüttich. Der rasche Einfall in ihre östliche Flanke zwingt die belgische Armee zum vorzeitigen Rückzug in das Landesinnere auf die befestigte Hauptwiderstandslinie zwischen Wavre und der Schelde (K-W-Linie). Dort soll die geplante Vereinigung mit der einrückenden alliierten Heeresgruppe 1 erfolgen.
  - Die 256. Infanterie-Division (GenMj. Gerhard Kauffmann) durchbricht nach dem Sieg bei Mill die Peel-Raam-Stellung in der Provinz Limburg.
- 12. Mai: Während des Angriffs der Heeresgruppe B im Norden durchqueren die fünf Panzerdivisionen der Panzergruppe Kleist (Heeresgruppe A) die für unpassierbar gehaltenen, stark bewaldeten Ardennen. Von den Westmächten weitgehend unbemerkt, stauen sich auf den unwegsamen Gebirgsstraßen zeitweise bis zu 40.000 deutsche Militärfahrzeuge.
  - Die belgische Armee hat sich auf die Linie Lüttich – Antwerpen zurückgezogen.
  - Der ehemalige deutsche Kaiser Wilhelm II. lehnt das Angebot der niederländischen Regierung ab, sein Exil in Haus Doorn zu verlassen.
- 12.–14. Mai: Schlacht bei Hannut. Das französische Kavalleriekorps unter René Prioux soll den Vormarsch der deutschen 6. Armee (GenOb. Walter von Reichenau) verzögern, um ausreichend Zeit für das Einrücken in die Dijle-Stellung zu erhalten. Ein Großteil des Korps besteht aus den überlegenen Panzermodellen Somua S-35 und Hotchkiss H-39. Erst nach massiver Luftunterstützung und der Schwerpunktsetzung auf einen kleinen Frontabschnitt gelingt den beiden Panzerdivisionen des XVI. Armeekorps (Gen. Erich Hoepner) der Durchbruch durch die Lücke von Gembloux. Die französischen Verbände müssen nach Westen ausweichen.
- 13. Mai: Nach dem Sieg am Grebbeberg überwindet die 18. Armee (GenOb. Georg von Küchler) die niederländische Verteidigungsstellung an der Grebbe-Linie. Während sich die Streitkräfte in die Festung Holland zurückziehen, kann sich Königin Wilhelmina dem deutschen Zugriff entziehen und flieht mit ihrer Regierung nach London.
  - Die 9. Panzer-Division (Gen. Alfred von Hubicki) erreicht bei Moerdijk das Hollands Diep und stellt eine Verbindung mit den Fallschirmjägern her. Diese konnten die wichtigsten Flussübergänge über Maas, Waal und Lek sichern und für einen Vorstoß in die Festung Holland offen halten. Die schnelle Offensive schneidet die niederländische Armee von sämtlichen Landverbindungen zu den alliierten Truppen im Süden ab. Daher muss sich die französische 7. Armee (Gen. Henri Giraud), die nach Breda und Tilburg eingerückt war, nach Belgien zurückziehen.
  - Die Panzerdivisionen der Panzergruppe Kleist haben in drei Tagen 160 Kilometer zurückgelegt und die Ardennen durchquert. Nach Gefechten mit belgischen Ardennenjägern erreichen sie bei Sedan, Charleville-Mézières und Dinant die Maas („In drei Tagen an die Maas, am vierten Tag über die Maas.“).
  - Vor dem Unterhaus hält Churchill seine Blut-Schweiß-und-Tränen-Rede.
- 13.–15. Mai: Durch gezielte Luftnahunterstützung und Artilleriebeschuss gelingt dem XIX. Armeekorps (Gen. Heinz Guderian) in der Schlacht bei Sedan der unerwartete Durchbruch. Auf eilig errichteten Pontonbrücken überschreiten Guderians Einheiten die Maas und bilden am südlichen Ufer einen Brückenkopf. Weiter nördlich erzwingt sich das XXXXI. Armeekorps (GenLt. Georg-Hans Reinhardt) bei Monthermé und Dinant den Übergang.

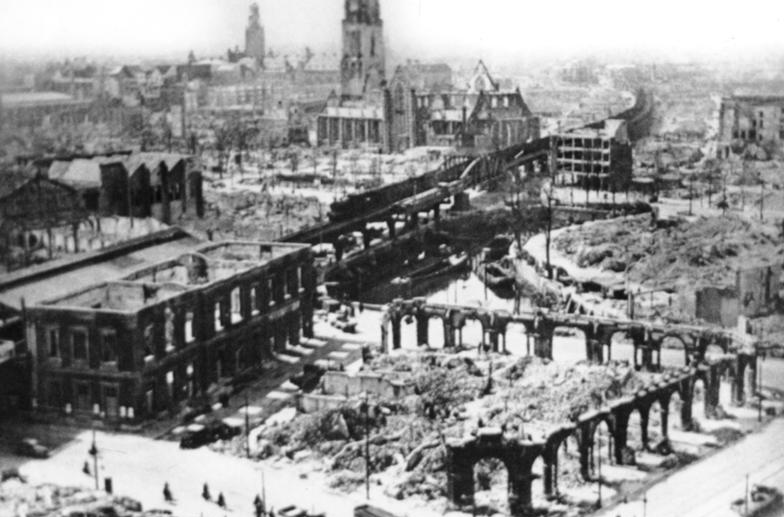
Die zerstörte Altstadt Rotterdams

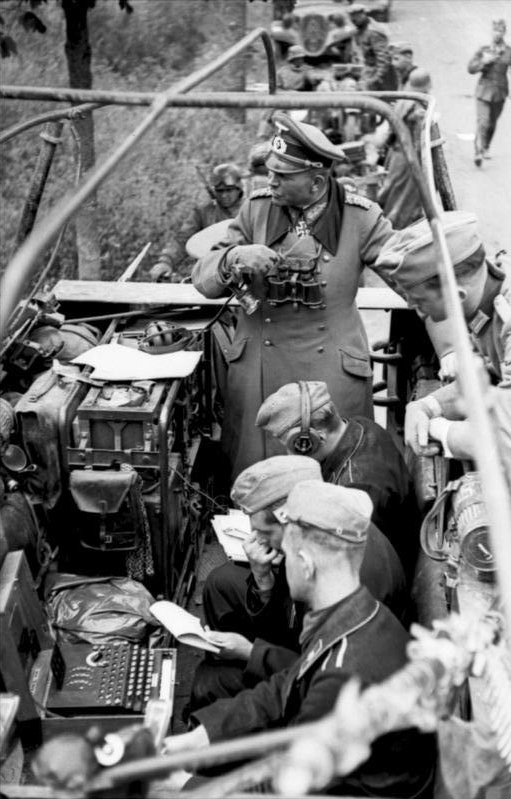
General Guderian in einem Schützenpanzerwagen Sd.Kfz. 251, vorn Funker mit Chiffriergerät Enigma und mobiler Funkstelle des mobilen Landfunkdienstes (Mai 1940)

- 14. Mai: In einem Versuch den Widerstand der Festung Holland zu brechen und die laufenden Waffenstillstandsverhandlungen abzuschließen, wird das Kampfgeschwader 54 der Luftflotte 2 (Gen. Albert Kesselring) zu einem Angriff auf Rotterdam entsandt. Die niederländischen Verteidiger bieten daraufhin ihre Kapitulation an, jedoch können 60 Bomber nicht mehr rechtzeitig zurückgerufen werden und bombardieren das Stadtzentrum. Dabei wird die Altstadt Rotterdams vollständig zerstört und 814 Zivilisten verlieren ihr Leben.
- 15. Mai: In Rijsoord nimmt Generaloberst von Küchler die formelle Kapitulation der niederländischen Streitkräfte entgegen, die von General Henri Winkelman unterzeichnet worden ist. Die Kapitulation wird um 20:30 Uhr im Rundfunk verkündet.
  - Verspätet eingeleitete Gegenangriffe der französischen 2. Armee (Gen. Charles Huntziger) in der Nähe des kleinen Ardennen-Dorfes Stonne scheitern. Trotz heftiger Gefechte kann der deutsche Brückenkopf am linken Maas-Ufer nicht beseitigt werden. Vielmehr bricht die Panzergruppe Kleist aus und stößt mit hoher Geschwindigkeit in die Tiefe vor. Die überraschten Franzosen sind auf das taktisch-operative Konzept eines Bewegungskrieges nicht vorbereitet. Zahlreiche Regimenter geraten in Panik, ziehen sich fluchtartig zurück und reißen eine 80 Kilometer breite Lücke in die Front. Insbesondere durch die Unberechenbarkeit und das eigenmächtige Handeln ihrer Kommandeure Erwin Rommel (7. Panzer-Division) und Heinz Guderian gewinnt der Sichelschnittplan eine Eigendynamik (Führung von vorne).
  - Die Nachricht des Durchbruchs bei Sedan schockiert die französische Öffentlichkeit, die bislang an die Unüberwindbarkeit der Maginot-Linie geglaubt hat. In Anbetracht der militärischen Krise sagt Ministerpräsident Reynaud während eines Telefonats zu Churchill: „Wir sind geschlagen... Die Front ist bei Sedan durchbrochen worden. Die Deutschen strömen in großen Massen mit Tanks und Panzerwagen durch.“
- 16. Mai: Als Reaktion auf den Frontdurchbruch in den Ardennen befiehlt General Billotte der ihm unterstellten Heeresgruppe 1 (1. und 7. Armee, BEF) den Rückzug von der Dijle zur Schelde. Zunehmende Kriegspanik und Millionen ziviler Binnenflüchtlinge, die von Belgien und Nordfrankreich nach Süden strömen, lösen die öffentliche Ordnung teilweise auf.[9] Das mit Flüchtlingen überfüllte Straßennetz behindert die Beweglichkeit der alliierten Streitkräfte erheblich, ständige Luftangriffe deutscher Stukas terrorisieren die Militärs und die Zivilbevölkerung.
  - Die belgische Regierung flieht von Brüssel nach Ostende.
  - Churchill fliegt zu einer Lagebesprechung nach Paris. Fassungslos erfährt er während einer Sitzung im Außenministerium, dass die französische Armee keine strategische Reserve für einen Gegenangriff hat.
- 17. Mai: Erstmals greift Hitler persönlich in den Feldzug ein und lässt den Vormarsch der Heeresgruppe A stoppen. Er möchte die langsam nachrückende Infanterie zu den vorstoßenden Panzern aufschließen lassen, um ausreichenden Flankenschutz zu gewährleisten. Der schnell vorstoßende Guderian ignoriert die Befehle seines Vorgesetzten Ewald von Kleist und lässt seine Flanken offen. Daraufhin wird er kurzzeitig seines Kommandos enthoben, jedoch durch Kleists Vorgesetzten Gerd von Rundstedt wieder eingesetzt. Nun rückt er weiter entlang der Somme in Richtung Ärmelkanal vor.
  - Kampflose Übergabe Brüssels an die 6. Armee. Die Verbände der Heeresgruppe B stehen in Belgien an der Linie Mechelen – Löwen – Namur.
  - Ein Gegenstoß der französischen 4. Panzerdivision (Col. Charles de Gaulle) mit 85 Kampfwagen bei Montcornet scheitert aufgrund fehlender Luftunterstützung. Allerdings kann sich die französische 6. Armee (Gen. Robert-Auguste Touchon) durch den Zeitgewinn von der Maginot-Linie zur Aisne zurückziehen.
- 18. Mai: Um die Kampfmoral der Bevölkerung zu stärken beruft Ministerpräsident Reynaud den populären Marschall Philippe Pétain (Held von Verdun) in die Regierung und ernennt ihn zu seinem Stellvertreter. Weiterhin entlässt er Édouard Daladier und übernimmt selbst das Kriegsministerium, Georges Mandel wird neuer Innenminister.
  - Die verbliebenen Einheiten der Westmächte ziehen sich aus der niederländischen Provinz Zeeland nach Süden zurück und die Wehrmacht besetzt Antwerpen.
- 19. Mai: Reynaud entlässt den bisherigen Generalstabschef Gamelin und beruft General Maxime Weygand an die Spitze der französischen Armee. Weygand befindet sich im Mandatsgebiet Syrien und muss zunächst auf den europäischen Kriegsschauplatz eingeflogen werden.
  - Die in der traditionellen, linearen Gefechtsführung des Ersten Weltkriegs agierenden Alliierten sind dem deutschen Gefecht der verbundenen Waffen unterlegen. Sie sind nicht in der Lage der Bewegungskriegstrategie (Blitzkrieg) eine wirkungsvolle Verteidigung entgegenzustellen. Die französische 9. Armee wird bei Wassigny vollständig zerschlagen, General Giraud gerät in Kriegsgefangenschaft.
  - Churchill erteilt Admiral Bertram Ramsay den Befehl, eine mögliche Evakuierung britischer Bodentruppen durch die Royal Navy vorzubereiten.

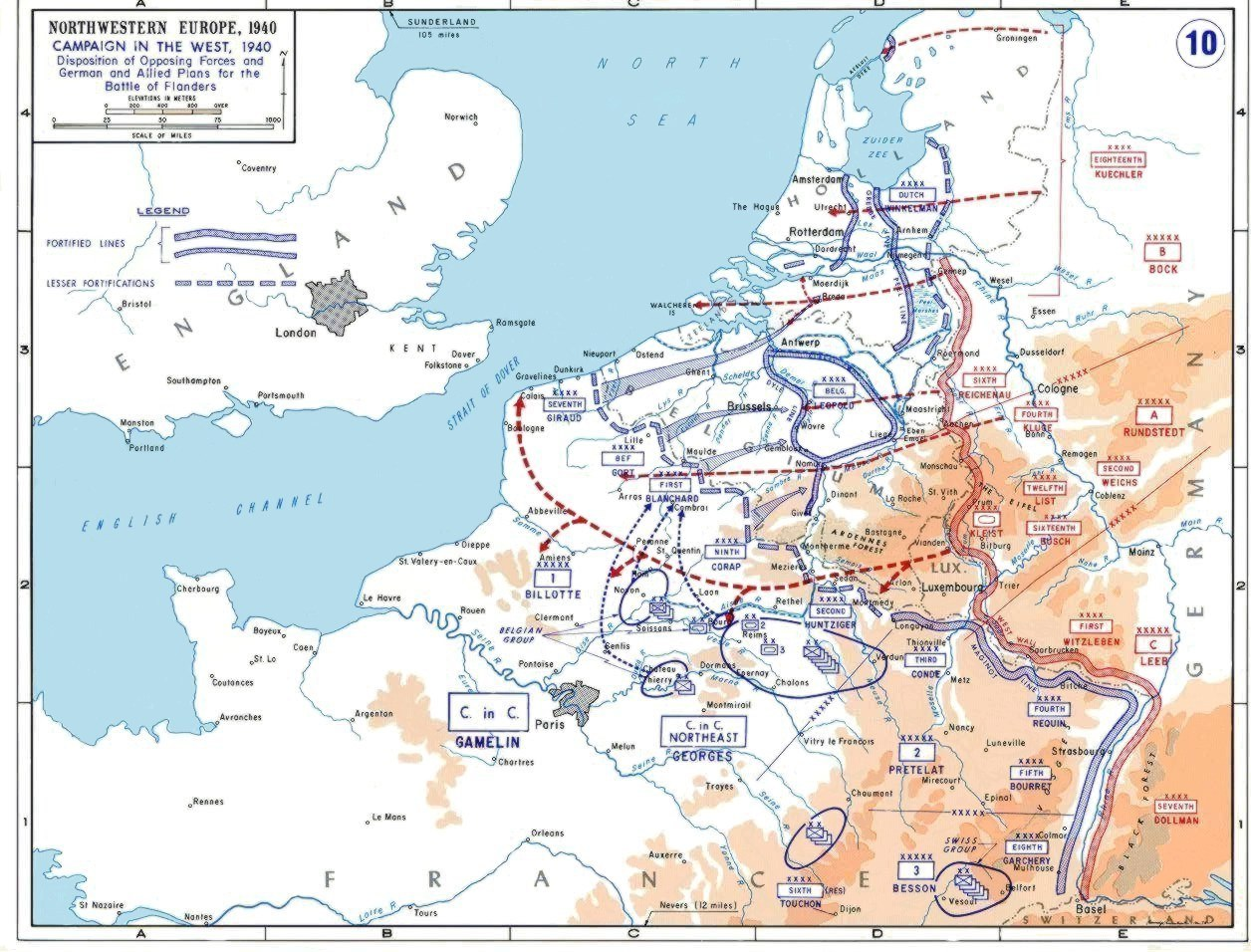
Karte Fall Gelb

- 20. Mai: Nur zehn Tage nach Beginn des Feldzugs erreicht die Panzergruppe Kleist bei Abbeville die Somme-Bucht und den Ärmelkanal.
- 21. Mai: Schlacht von Arras. Französisch-britische Gegenangriffe unter Major General Harold Franklyn im Raum Arras sollen die Verbindungslinien der weit vorgestoßenen deutschen 7. Panzer-Division („Gespensterdivision“) abschneiden und eine Einkesselung abwenden. Die britischen Matilda I und Matilda II-Panzer setzen Rommels Division unter Druck und brechen zeitweise zehn Kilometer in die deutschen Linien ein, der Angriff kann aber schließlich abgewehrt werden.

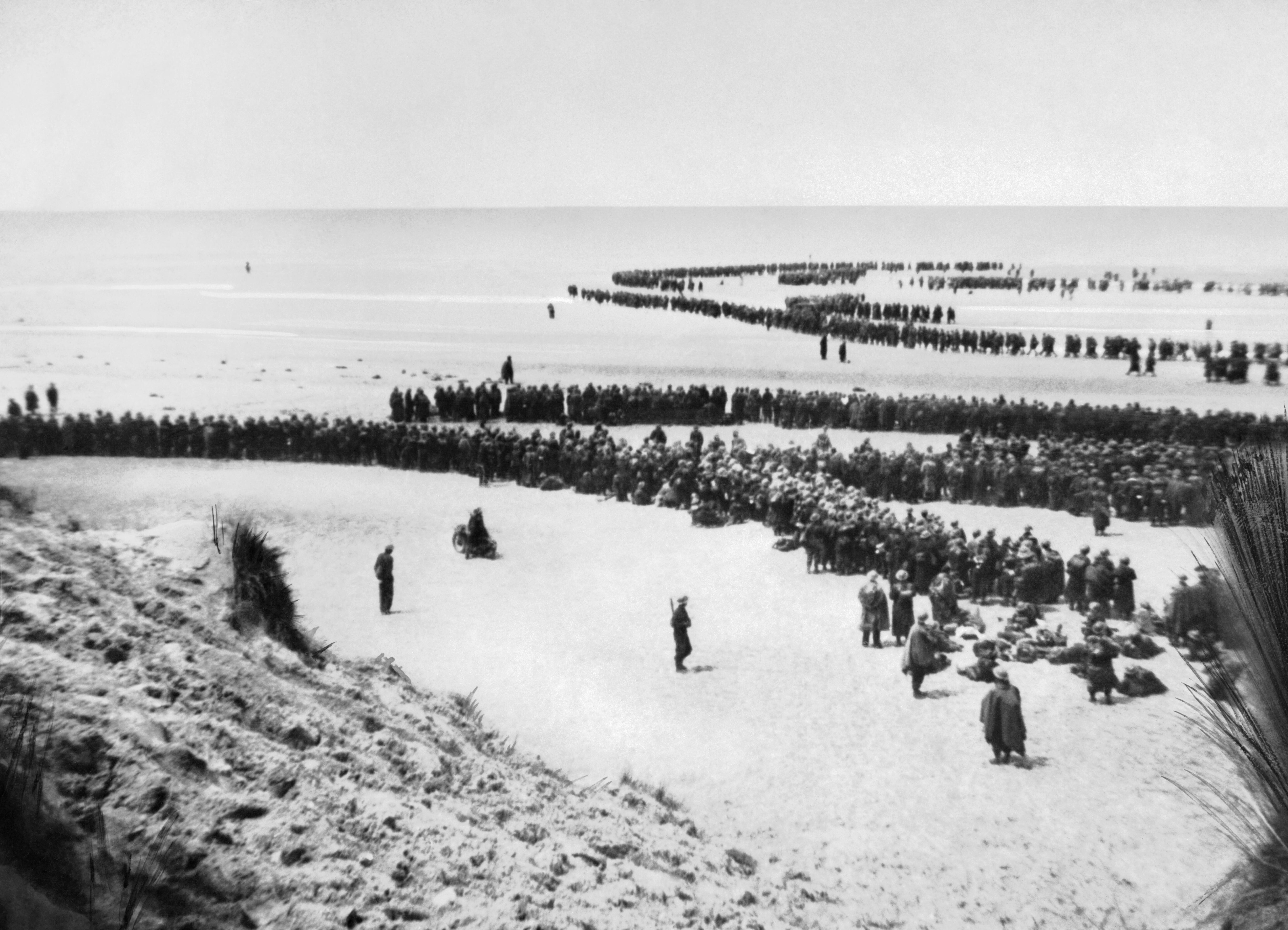
Rettung britischer Soldaten am Strand von Dünkirchen

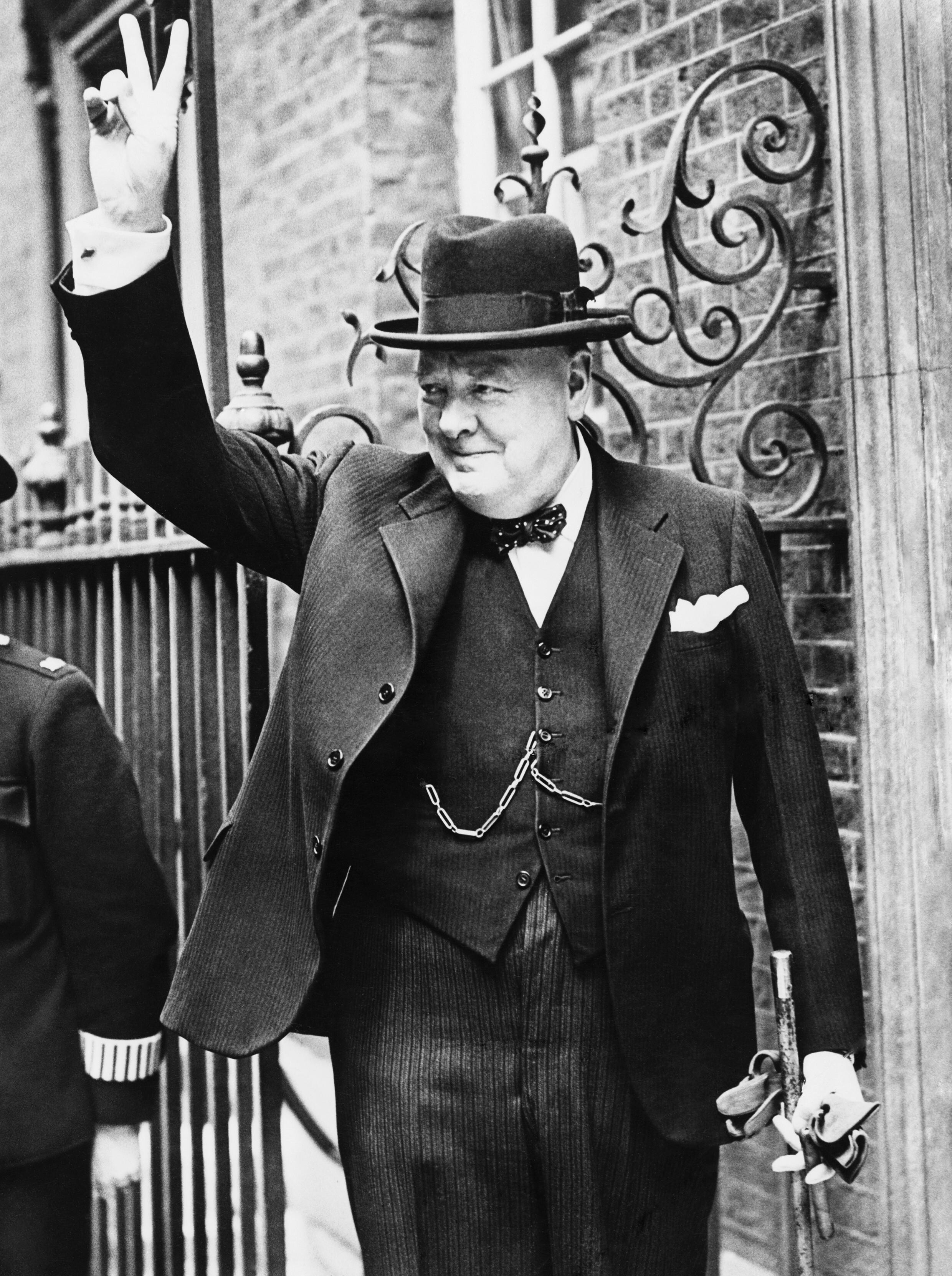
Der britische Premierminister Winston Churchill

- 22. Mai: Die Heeresgruppe A dreht in Richtung Calais und Boulogne-sur-Mer nach Norden ein und bringt den Sichelschnittplan zum Abschluss. Dadurch werden insgesamt 63 alliierte Divisionen (rd. 1,2 Millionen Soldaten) von der Hauptstreitmacht abgeschnitten und in Flandern und dem Norden Belgiens eingeschlossen.
  - General Alexander von Falkenhausen wird als Wehrmachtsbefehlshaber Chef der deutschen Militärverwaltung in Belgien.
- 23. Mai: Auf der Rückfahrt zu seinem Hauptquartier wird General Billotte durch einen Verkehrsunfall lebensgefährlich verletzt und stirbt zwei Tage später. Daraufhin übernimmt General Georges Blanchard, bisheriger Befehlshaber der französischen 1. Armee, das Kommando über die alliierte Heeresgruppe 1.
- 24. Mai: Da Generaloberst von Rundstedt das Angriffstempo zu hoch erscheint und er den Kampf in dem schwierigen Küstengelände scheut, lässt er die Panzerverbände der Heeresgruppe A anhalten, während das OKH sofort auf das nur 18 Kilometer entfernte Dünkirchen vorstoßen will. Schließlich trifft Hitler, der die angeschlagene Panzertruppe schonen will, eine operative Entscheidung und entzieht dem OKH die Verfügungsgewalt über die Panzerdivisionen und lässt in Übereinstimmung mit Rundstedt den Angriff am La-Bassée-Canal stoppen („Haltebefehl“). Nach den Ereignissen von Arras will Hitler die Infanterie nachrücken lassen, um ausreichenden Flankenschutz zu gewährleisten.
  - Die Heeresgruppe B, als Nordflügel des deutschen Angriffskeils, durchbricht bei Gent, Oudenaarde und Lille die alliierte Verteidigungsstellung an der Schelde. Allerdings ermöglicht Hitlers Haltebefehl dem eingekreisten Britischen Expeditionskorps und der französischen 1. Armee den Rückzug zur Küste nach Dünkirchen. Über den einzig ihnen noch zugänglichen Hafen sollen die Truppen auf dem Seeweg evakuiert werden. Zur Deckung der Rettungsoperation errichten sie einen tief gestaffelten Verteidigungsring um die Stadt.
- 25. Mai: Die 2. Panzer-Division (GenLt. Rudolf Veiel) erobert nach vier Tagen Belagerung die Hafenstadt Boulogne-sur-Mer. Die französische Kriegsmarine verliert während der Verteidigungskämpfe den Großzerstörer Chacal und 5.000 alliierte Soldaten gehen in Gefangenschaft.
  - Nach der Weigerung Leopolds III. ins Exil zu gehen, flieht die belgische Regierung unter Premierminister Hubert Pierlot nach Frankreich.
  - Der Oberbefehlshaber der Luftwaffe, Generalfeldmarschall Hermann Göring kündigt an, die alliierten Verbände in Dünkirchen ohne Unterstützung des Heeres aus der Luft auszuschalten.
- 26. Mai: Nach der viertägigen Belagerung von Calais rückt die 10. Panzer-Division (GenMj. Ferdinand Schaal) nach verlustreichen Gefechten in die Stadt ein und macht 3.500 Gefangene.
  - Als Hitler die einsetzende Evakuierung der britischen Truppen in Dünkirchen erkennt, hebt er seinen „Haltebefehl“ vom 24. Mai nach 49 Stunden wieder auf.
- 26. Mai – 4. Juni: Schlacht von Dünkirchen. Nach Aufhebung von Hitlers Haltebefehl beginnt der Angriff auf den alliierten Verteidigungsring. Während der Kämpfe läuft die Operation Dynamo an. Die Royal Navy aber auch zivile Schiffe und Boote können bis zum 4. Juni insgesamt 338.226 Soldaten (davon 224.000 Briten) aus Dünkirchen und den umliegenden Stränden nach Großbritannien einschiffen. Dabei muss umfangreiches Kriegsgerät wie 65.000 Transportfahrzeuge, 20.000 Motorräder, 2.400 Geschütze, 445 Panzer sowie 147.000 Tonnen Treibstoff zurückgelassen werden. Große Teile der nach Dover evakuierten französischen Streitkräfte kehren nach dem Zwischenstopp in ihre Heimat zurück.
  - Während der Luftkämpfe im Raum Dünkirchen verliert die deutsche Luftwaffe 132 Maschinen aller Flugzeugtypen, die britische RAF 106 Jagdflugzeuge.
- 27. Mai: Im Massaker von Le Paradis ermorden Soldaten der SS-Division Totenkopf 99 britische Kriegsgefangene.
  - Soldaten der 225. Infanterie-Division ermorden in der belgischen Gemeinde Vinkt 86 Zivilisten (Massaker von Vinkt).[10]
- 28. Mai: Nach schweren Angriffen der 6. Armee unterzeichnet König Leopold III. die bedingungslose Kapitulation Belgiens. Die im Kessel von Dünkirchen eingeschlossene belgische Armee (22 Divisionen) stellt die Kampfhandlungen um 04:00 Uhr ein, wodurch sich eine 32 Kilometer breite Bresche auf der linken Flanke öffnet. Diese kann nach heftigen Gefechten durch britische Einheiten bei Nieuwpoort geschlossen werden.
  - Angesichts der militärischen Lage plädieren Außenminister Lord Halifax und Neville Chamberlain im britischen Kriegskabinett für die Aufnahme von Verhandlungen mit dem Deutschen Reich sowie den Abschluss eines Separatfriedens. Churchill hingegen glaubt nicht an annehmbare Bedingungen für Großbritannien und will den Krieg fortsetzen. Schließlich kann er sich innerhalb der Regierung durchsetzen.
  - Die französische 4. Panzerdivision unter Charles de Gaulle zwingt die Wehrmacht an der Aisne vorübergehend zum Rückzug.
  - Angehörige der von Sepp Dietrich befehligten Leibstandarte SS Adolf Hitler ermorden während des Massakers von Wormhout 80 bzw. 97 alliierte Kriegsgefangene.[11]
- 29. Mai: Die besetzten Niederlande werden unter deutsche Zivilverwaltung gestellt (Reichskommissariat Niederlande). Diese untersteht Arthur Seyß-Inquart, Wehrmachtsbefehlshaber wird General Friedrich Christiansen.
- 31. Mai: Die im Kessel von Lille verbliebenen 35.000 Soldaten der französischen 1. Armee (Gen. Jean-Baptiste Molinié) kapitulieren. Der Oberbefehlshaber des XXVII. Armeekorps, General der Infanterie Alfred Wäger, gewährt den gegnerischen Truppen Militärische Ehren. Durch die viertägigen Kämpfe konnte sich andere Teile der alliierten Streitkräfte über die Leie in das ebenfalls belagerte Dünkirchen absetzen und von dort evakuiert werden.
- 4. Juni: Die Wehrmacht rückt in Dünkirchen ein und besetzt die Stadt. Dabei ergeben sich etwa 80.000 französische Soldaten und begeben sich in Kriegsgefangenschaft.[12]
  - Nach Abschluss der Operation Dynamo und in Erwartung einer deutschen Invasion auf den Britischen Inseln, hält Premierminister Churchill vor dem Unterhaus seine We Shall Fight on the Beaches-Rede
  - Französischer Luftangriff auf München. Dabei werden die Innenstadt und Motorenwerke in Allach bombardiert.

## Fall Rot

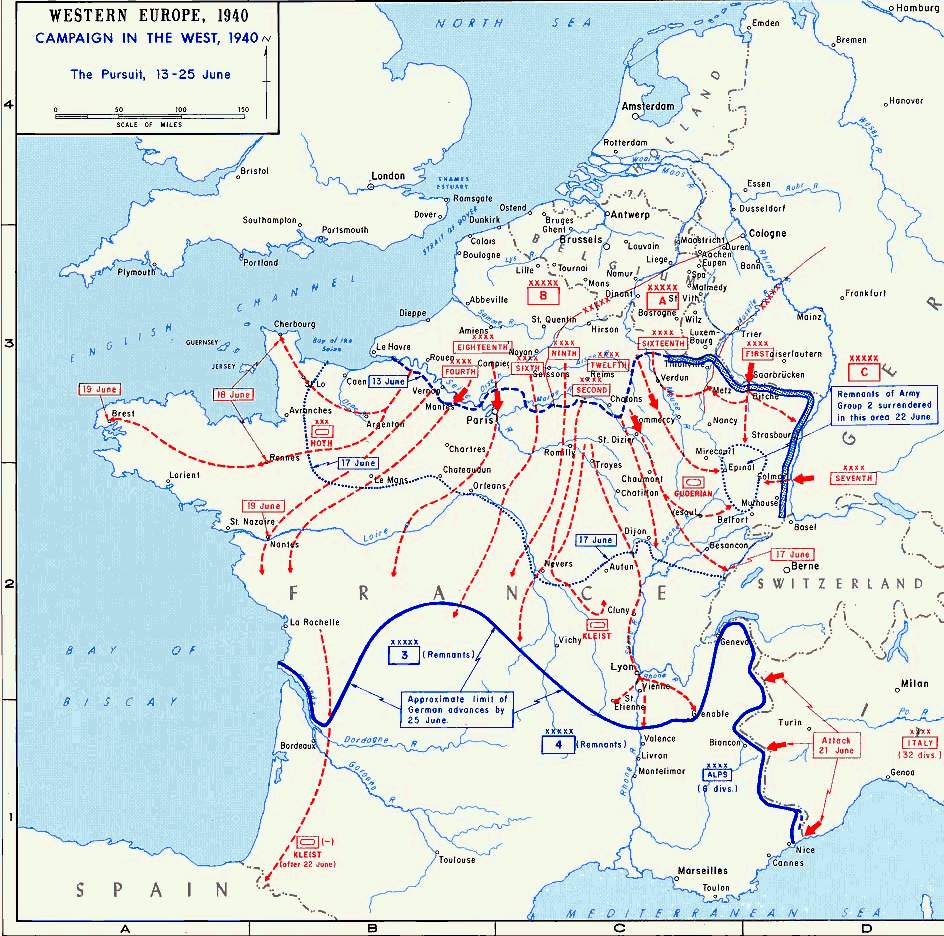
Deutscher Vormarsch während des Falls Rot (13. – 25. Juni 1940)

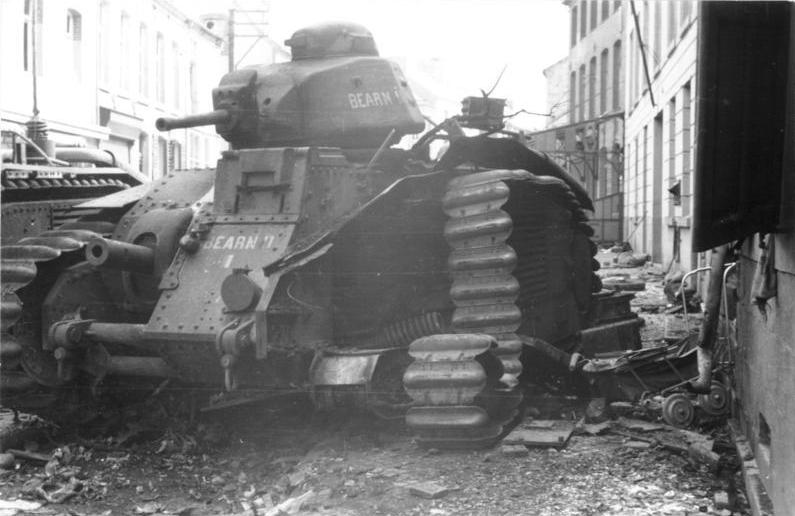
Ein zerstörter Renault Char B1 im belgischen Beaumont.

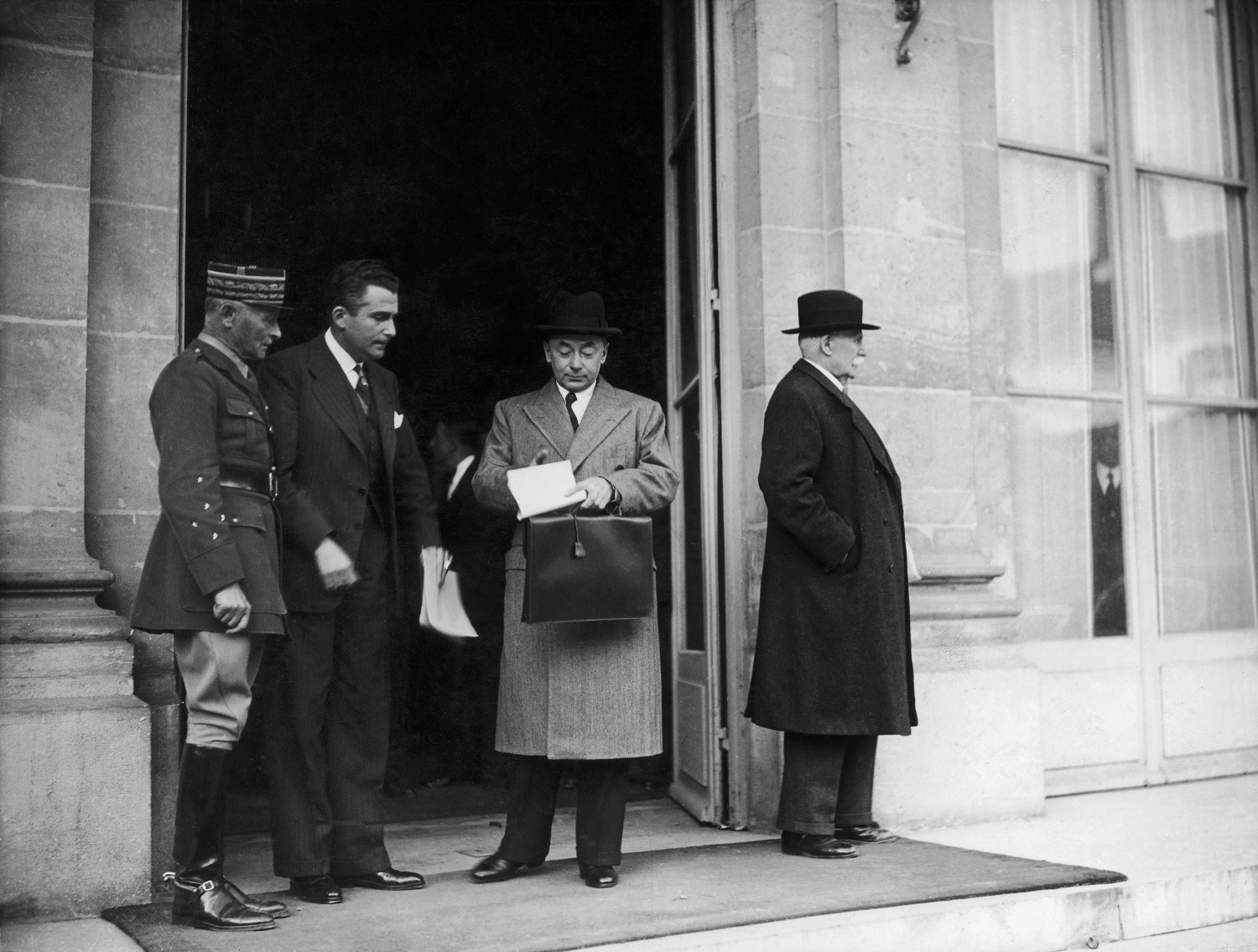
Von links nach rechts: General Weygand, Paul Baudouin, Paul Reynaud, Marschall Pétain

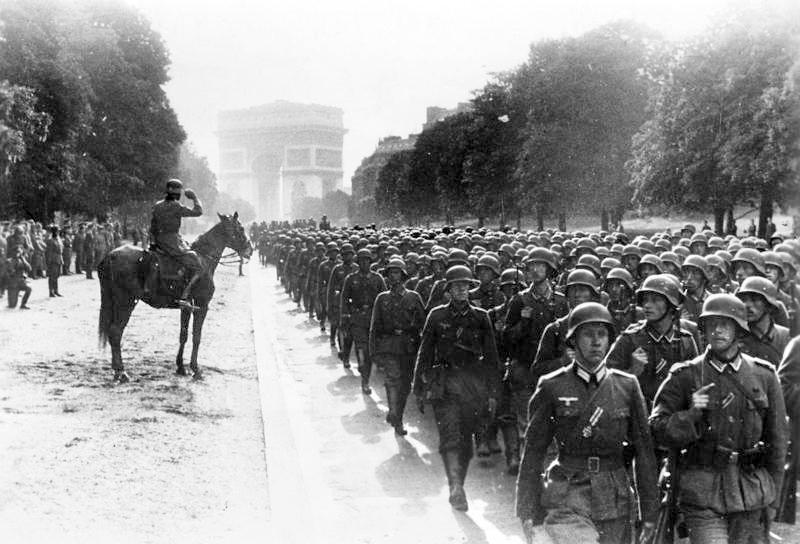
Deutsche Soldaten vor dem Arc de Triomphe (Juni 1940)

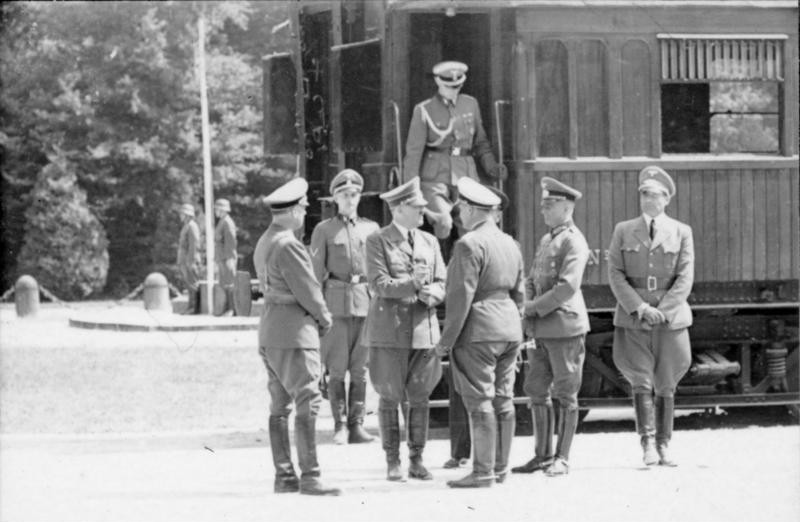
Hitler (Mitte) mit Gefolge auf der Lichtung von Compiègne (21. Juni 1940)

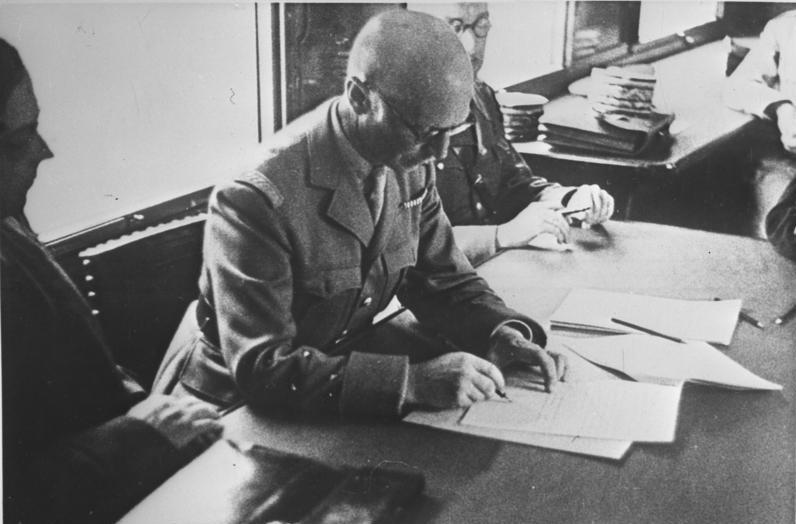
General Huntziger unterzeichnet den Waffenstillstand

Italienische Invasion in Frankreich (21.–24. Juni 1940)

Frankreich nach dem Waffenstillstand

- 3. Juni: Zur Sicherung der Lufthoheit während der weiteren Bodenoperationen, fliegt die deutsche Luftwaffe insgesamt 1.815 Einsätze gegen Flugplätze und Flugzeugmotorenwerke im Großraum Paris (Unternehmen Paula).[13][14][15] Dabei verlieren 200 Menschen ihr Leben.
- 5. Juni: Mit dem Fall Rot beginnt die zweite Phase des Westfeldzugs. Begleitet von heftigen Stuka-Angriffen startet die Wehrmacht um 05:00 Uhr an der Somme und der Aisne eine Bodenoffensive. Den rechten Flügel zwischen Reims und der Kanalküste bildet die Heeresgruppe A, die die Hauptstadt Paris doppelt umfassen soll. Die Heeresgruppe B steht am linken Flügel und hat den Auftrag, die französische Front nach Süden in Richtung Schweiz aufzurollen und fächerartig vorzurücken. Dafür stehen der Wehrmacht 119 Divisionen zur Verfügung, während nur noch 65 französische sowie eine britische Division eine Front von 540 Kilometern Länge verteidigen müssen. Weygand stehen keine Reserven zur Verfügung, um den Angriff auf das Kernland abwehren zu können. Unter Schwächung, der an der Maginot-Linie stehenden Heeresgruppe 2, hat er südlich der Flüsse Somme, Aisne und Ailette hastig eine improvisierte Abwehrstellung errichtet (Weygand-Linie). Mit dieser Taktik rückt er von der bisherigen linearen Gefechtsführung ab und organisiert eine gestaffelte Verteidigung in der Tiefe.
  - Zwischen sechs und zehn Millionen zivile Flüchtlinge ziehen aus den besetzten und umkämpften Gebieten nach Süden (L'Éxode).[16]
- 6. Juni: Hitler bezieht das Führerhauptquartier Wolfsschlucht im belgischen Brûly-de-Pesche.
  - Charles de Gaulle wird als Staatssekretär für Verteidigungsfragen Mitglied der französischen Regierung. Er ist Verantwortlicher für die  Koordination mit Großbritannien. Paul Reynaud entlässt Édouard Daladier und übernimmt selbst das Außenressort.
- 8. Juni: Aufgrund der Lage in Westeuropa ziehen die Alliierten ihre Streitkräfte aus Skandinavien ab. Zwei Tage später kapituliert Norwegen (siehe: Norwegen unter deutscher Besatzung).
  - Eine einzelne Farman F.220 der französischen Luftwaffe dringt in den Luftraum über Berlin ein und bombardiert ein Industrieviertel.
- 9./10. Juni: Nach heftigem Widerstand wird die französische 6. Armee (Gen. Robert-Auguste Touchon) durch die Wehrmacht an der Aisne zurückgeworfen (Schlacht an der Aisne). Die Stellungen der Weygand-Linie werden an mehreren Positionen durchbrochen. Im nördlichen Frontabschnitt überschreiten deutsche Verbände bei Rouen die Seine und rücken gegen Paris vor, während die Heeresgruppe A in südöstlicher Richtung zur Marne-Linie vorrückt.
- 10. Juni: Die französische Regierung verlässt Paris und setzt sich nach Tours ab.
  - Italien erklärt Frankreich und Großbritannien den Krieg. In den westlichen Alpen wird die Armeegruppe West (1., 4. und 7. Armee) zusammengezogen, die militärisch zunächst inaktiv bleibt. Den Oberbefehl über die Armeegruppe erhält Kronprinz Umberto von Savoyen.
- 10.–13. Juni: In der Operation Cycle werden 11.000 alliierte Soldaten (hauptsächlich britische Einheiten) aus Le Havre evakuiert.
- 12. Juni: Um einer völligen Umfassung zu entgehen, befiehlt Weygand den Rückzug der französischen Armee auf die Linie Caen – Alençon – Loire – Dole – Schweizer Grenze.
  - Die französische 10. Armee (Gen. Robert Altmayer) wird von der Somme in die Normandie zurückgedrängt, eingekesselt und zerschlagen. Die ihr unterstellte britische 51st (Highland) Division gerät bei Saint-Valéry-en-Caux mit 10.000 Soldaten in Kriegsgefangenschaft.
- 13. Juni: Während der letzten Tagung des Alliierten Obersten Kriegsrates in Tours, appelliert Churchill an die Bündnistreue Frankreichs und fordert harten Widerstand. Die Franzosen sollen sich in die „Festung Bretagne“ zurückziehen und einen Hilfsappell an die Vereinigten Staaten richten. Die im Gegenzug geforderte Verlegung der Royal Air Force auf den Kontinent lehnt Churchill unter Hinweis auf die Notwendigkeit der eigenen Landesverteidigung ab.
  - In einer Lagebesprechung erklärt Weygand, die Armee sei nicht mehr zu militärischen Operationen in der Lage, ein Rückzug in die Bretagne unmöglich. Er fordert die Regierung auf, der Vernichtung der französischen Armee ein Ende zu setzen und das Deutsche Reich um die Bekanntgabe von Waffenstillstandsbedingungen zu ersuchen. Innerhalb des französischen Kabinetts bilden sich daraufhin zwei Lager: Ministerpräsident Reynaud, Innenminister Mandel und de Gaulle wollen den Widerstand um jeden Preis fortsetzen, notfalls aus dem Kolonialreich heraus. Andere Minister um Marschall Pétain fordern umgehend Verhandlungen über einen Waffenstillstand.
  - Nach Verhandlungen zwischen dem erst am 5. Juni ernannten Pariser Militärgouverneur Henri Fernand Dentz und Parlamentären der Wehrmacht, räumen die Truppen der französischen 7. Armee die Hauptstadt. Paris wird zur offenen Stadt erklärt.
- 14. Juni: Die 18. Armee marschiert in das menschenleer wirkende Paris ein. Am Place de la Concorde nehmen die Generalobersten von Bock und von Küchler eine Militärparade der 30. Infanterie-Division ab.
  - Die Verbände der bislang passiven Heeresgruppe C (GenOb. Wilhelm Ritter von Leeb) gehen in die Offensive: Die 7. Armee (GenOb. Friedrich Dollmann) überschreitet bei Breisach den Rhein und geht gegen Colmar vor, während die 1. Armee (GenOb. Erwin von Witzleben) den Grenzfluss in Wörth quert. Anschließend geht sie zum Frontalangriff auf die Maginot-Linie über, die zwischen Saint-Avold und Sarralbe durchbrochen wird.
  - Die französischen Verfassungsorgane erreichen Bordeaux. Ministerpräsident Reynaud macht den Vorschlag, dass die Armee kapitulieren solle, während sich die Regierung nach Französisch-Nordafrika absetzt und den Widerstand mit britischer Unterstützung fortsetzen soll.
- 15. Juni: In einem Telegramm an Ministerpräsident Reynaud teilt US-Präsident Franklin D. Roosevelt mit, dass er den am Vortag geforderten Kriegseintritt der Vereinigten Staaten ablehnt.
  - Die 1. Armee erobert Verdun.
- 15.–25. Juni: Während der Operation Ariel werden rd. 174.000 alliierte Soldaten aus Cherbourg, Brest, Saint-Nazaire, Nantes, La Rochelle und Saint-Malo nach Großbritannien eingeschifft.
- 16. Juni: Churchill unterbreitet der französischen Regierung das Angebot der sofortigen Bildung einer Staatenunion. Damit soll diese die Möglichkeit erhalten, sich nach Nordafrika abzusetzen und den Widerstand gegen die Achsenmächte fortzusetzen. Doch die Mehrheit der französischen Minister geht von einer bevorstehenden militärischen Niederlage Großbritanniens aus und hält weitere Kampfhandlungen für aussichtslos, weshalb der Vorschlag keine Zustimmung findet. Da Ministerpräsident Reynaud im Kabinett nur noch wenig Rückhalt hat, tritt er von seinem Amt zurück. Staatspräsident Albert Lebrun beauftragt am Abend den 84-jährigen Philippe Pétain mit der Bildung einer neuen Regierung.
- 17. Juni: Um 00:30 Uhr ersucht Frankreichs neuer Regierungschef Philippe Pétain das Deutsche Reich um die Bekanntgabe der Waffenstillstandsbedingungen. Am Mittag setzt Pétain die Bevölkerung in einer Radioansprache über diesen Schritt in Kenntnis. Daraufhin glauben Teile der französischen Armee, die Kämpfe würden sofort eingestellt und zahlreiche Regimenter lösen sich auf oder gehen in Gefangenschaft. Dem französischen Oberkommando ist es nunmehr unmöglich, eine neue geschlossene Abwehrfront aufzubauen.
  - Nachdem die Note der französischen Regierung im deutschen Hauptquartier eingetroffen ist, bezeichnet Generaloberst Wilhelm Keitel (Chef des OKW) Hitler als „größten Feldherrn aller Zeiten.“
  - Die neu aufgestellte Panzergruppe Guderian erreicht in einer großen operativen Bewegung bei Pontarlier die Schweizer Grenze.
  - Nachdem Rommels 7. Panzer-Division 241 Kilometer vorgestoßen ist, kann sie am Folgetag Cherbourg besetzen.[17]
  - Luftangriff des Kampfgeschwaders 30 auf alliierte Evakuierungsschiffe in der Loire-Mündung und vor Saint-Nazaire. Dabei wird das zum Truppentransporter umgebaute britische Passagierschiff Lancastria versenkt und 3.500 Menschen fallen dem Angriff zum Opfer.
  - Wilhelm II., sendet “unter dem tiefgreifenden Eindruck der Waffenstreckung Frankreichs” ein Glückwunschtelegramm an Hitler.
- 18. Juni: Charles de Gaulle ruft die Franzosen zur Fortsetzung des Widerstands gegen das Deutsche Reich auf (Appell vom 18. Juni). Seine Rede wird von der BBC nach Frankreich übertragen.
  - Vor dem britischen Unterhaus hält Churchill seine This Was Their Finest Hour-Rede
  - Admiral François Darlan verlegt einen Großteil der französischen Kriegsmarine aus Brest nach Mers-el-Kébir (Französisch-Nordafrika), das Schlachtschiff Richelieu wird nach Dakar (Französisch-Westafrika) entsandt. Die Verlegung soll einen deutschen Zugriff auf die Marine und deren möglichen Einsatz gegen Großbritannien verhindern.
  - Nach dem französischen Waffenstillstandsgesuch trifft sich Hitler mit Mussolini in München, um die Bedingungen des Waffenstillstands abzustimmen.
- 19. Juni: Hitler erklärt seine Bereitschaft, die Bedingungen für die Einleitung von Waffenstillstandsverhandlungen bekanntzugeben. Eine Voraussetzung ist, dass sich die französische Regierung zu dem gleichen Schritt mit Italien in Verbindung setzt.
  - Bei Belfort vereinigen sich Teile der von Norden vorstoßenden Heeresgruppe A mit der nach Westen einrückenden Heeresgruppe C. Dadurch werden drei französische Armeen sowie Teile der Maginot-Linie (rd. 400.000 Soldaten) in der „Falle von Lothringen“ zwischen Metz und Besançon eingekesselt. Weiter südlich wird Lyon besetzt.
  - Die Heeresgruppe B erobert Le Mans und Brest. Deutsche Verbände erreichen den Unterlauf der Loire.
- 20. Juni: Die polnische Exilregierung unter General Władysław Sikorski siedelt nach dem militärischen Zusammenbruch Frankreichs von Bordeaux nach London über. Teile der Exilarmee werden aus Bayonne nach Großbritannien evakuiert (rd. 35.000 Soldaten).
  - In Chasselay ermorden Angehörige des Regiments Großdeutschland und der SS-Division Totenkopf 188 kriegsgefangene Tirailleurs sénégalais.
- 21. Juni: Die französische Waffenstillstandsdelegation unter General Huntziger trifft auf der Lichtung von Compiègne ein. Eigens zu diesem Anlass hat Hitler den Eisenbahnwaggon des Marschalls Foch, in welchem der Waffenstillstandsvertrag von 1918 unterzeichnet worden war, heranbringen lassen. Die deutsche Delegation unter Generaloberst Keitel diktiert den Text der Waffenstillstandsbedingungen, die nicht Gegenstand von Verhandlungen sind.
  - Ungeachtet des französischen Waffenstillstandsgesuchs erteilt Mussolini der Armeegruppe West den Angriffsbefehl. An der ligurischen Küste, am Col de Montgenèvre, am Kleinen Sankt Bernhard sowie dem Col du Mont Cenis gehen insgesamt 32 italienische Divisionen in die Offensive.  Gegen zähen Widerstand der zahlenmäßig unterlegenen französischen Alpenarmee (Gen. René Olry), in den gut ausgebauten Stellungen der Ligne Alpine, gelingen ihnen nur minimale Geländegewinne (Schlacht in den Westalpen).
  - Ein italienischer Luftangriff auf den Alten Hafen in Marseille fordert 143 Menschenleben.
- 22. Juni: Nachdem Huntziger die Waffenstillstandsbedingungen an die Regierung übermittelt hat, bittet diese um Milderung, was die Deutschen ablehnen. Um 18:30 Uhr unterzeichnet die französische Delegation den Waffenstillstand von Compiègne. Auf deutscher Seite leistet Wilhelm Keitel die Unterschrift. Der Vertrag teilt das Territorium durch eine Demarkationslinie in einen unter deutscher Militärverwaltung stehenden Nord- und Westteil («Zone Occupée») sowie einen unbesetzten Südteil («Zone Libre»), der etwa 40 % der Landesfläche umfasst. Die Départements Nord und Pas-de-Calais unterstellen sie der Militärverwaltung in Belgien und Nordfrankreich. Die Kosten der Besatzung (20 Millionen Reichsmark pro Tag)[18] hat der französische Staat zu entrichten (siehe: Deutsche Besetzung Frankreichs im Zweiten Weltkrieg). Zur Aufrechterhaltung der inneren Ordnung darf Frankreich ein 100.000-Mann-Heer ohne schwere Bewaffnung unterhalten; die Repatriierung der 1,85 Millionen Kriegsgefangenen soll erst nach Abschluss eines endgültigen Friedens erfolgen. Die Kriegsflotte wird nicht demobilisiert, und der Status der französischen Kolonien bleibt unangetastet.
- 23. Juni: In den frühen Morgenstunden besichtigt Hitler mit seinem Gefolge (u. a. Albert Speer, Arno Breker) das besetzte Paris.
  - Die italienische 1. Armee (Gen. Pietro Pintor) besetzt Menton an der Côte d’Azur.
- 24. Juni: In Rom unterzeichnen Marschall Pietro Badoglio und General Huntziger den italienisch-französischen Waffenstillstand. Dieser schafft entmilitarisierte Zonen im französischen Mutterland und Tunesien, sieht aber keine Besetzung außerhalb der eroberten Gebiete vor.
- 25. Juni: Um 01:35 Uhr treten die Waffenstillstandsverträge in Kraft und die Kampfhandlungen werden eingestellt.
  - Hitler verkündet eine Proklamation „zum Ende des Krieges im Westen“ und ordnet eine zehntägige Beflaggung für das Reichsgebiet an.

## Nach dem Feldzug

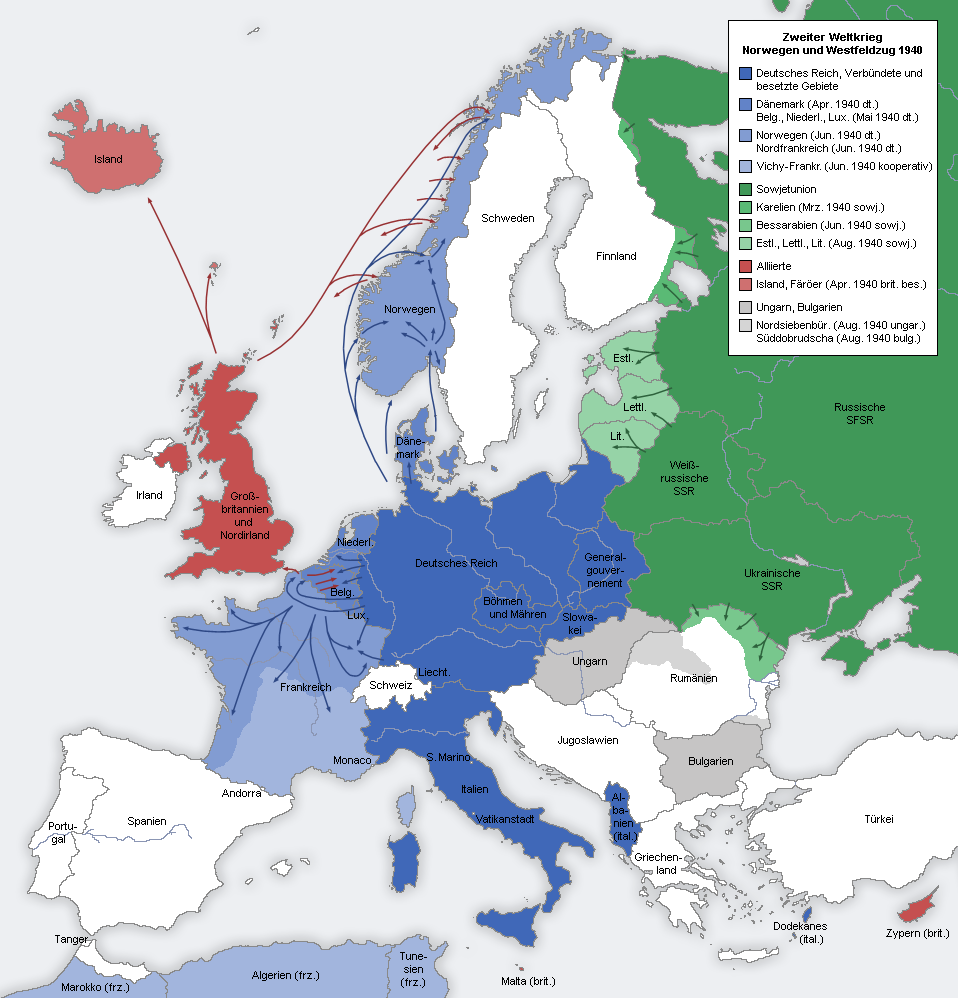
Europa nach dem Unternehmen Weserübung und dem Westfeldzug (Juni 1940)

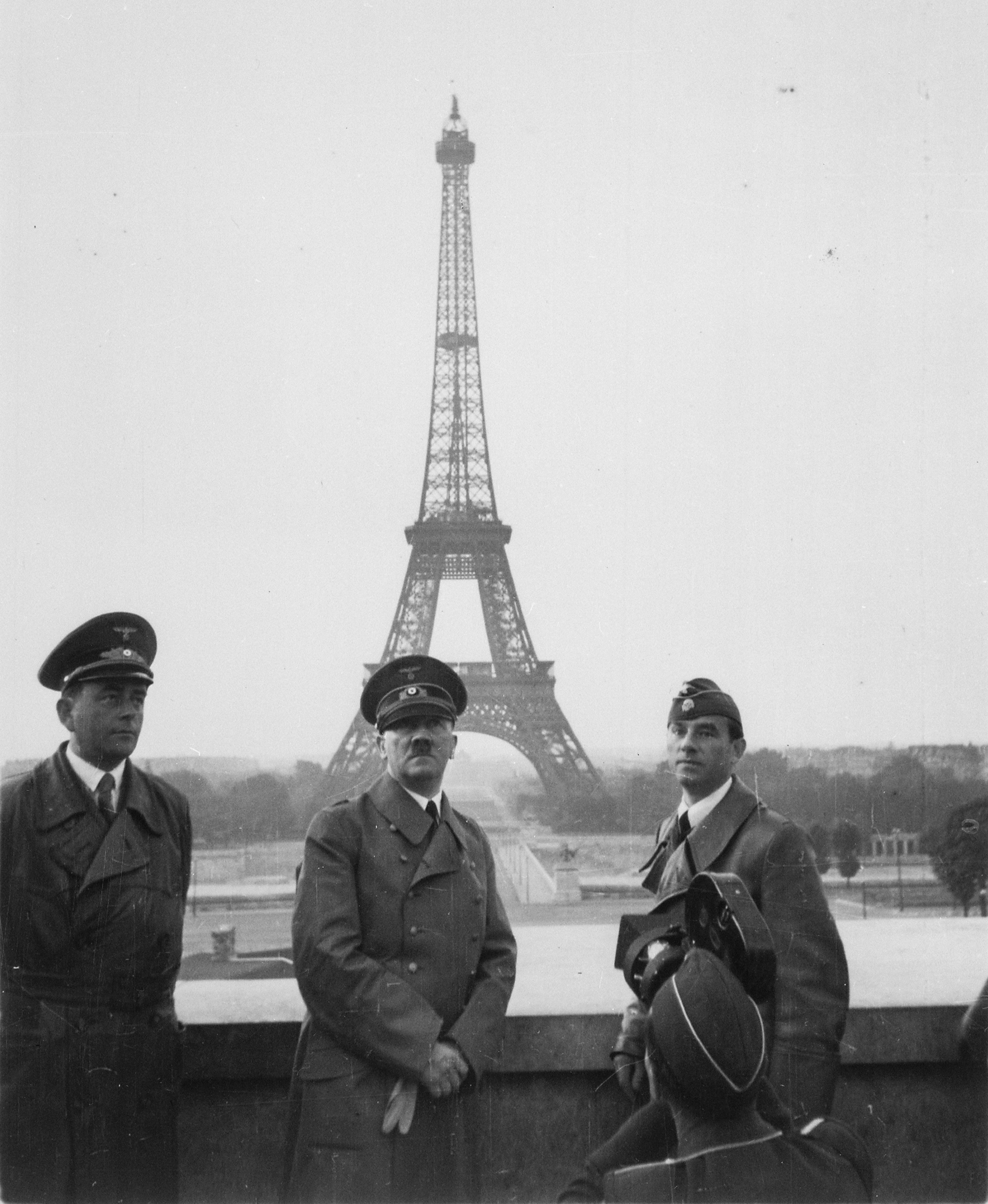
Hitler (Mitte) mit Albert Speer (links) und Arno Breker (rechts) vor dem Eiffelturm (23. Juni 1940)

- 28. Juni: De Gaulle gründet in London die Forces françaises libres (Streitkräfte für ein freies Frankreich) und wird von der britischen Regierung als Führer der freien Franzosen anerkannt.
- 30. Juni: In Wiesbaden nimmt die Deutsche Waffenstillstandskommission unter der Leitung des Generals Carl-Heinrich von Stülpnagel ihre Arbeit auf. Das Verwaltungsgremium hat die Aufgabe, die Einhaltung der Frankreich auferlegten Waffenstillstandsbedingungen, insbesondere in militärischer Hinsicht, zu beaufsichtigen.
- 1. Juli: Die französische Regierung verlegt ihren Sitz von Bordeaux in die unbesetzte Zone nach Vichy. Der Kurort, in der Nähe der Demarkationslinie gelegen, hat gute Straßen- und Eisenbahnverbindungen sowie eine moderne Telefonzentrale. Die zahlreichen Hotels bieten den Ministerien, Behörden und Botschaften ausreichend Unterkunftsmöglichkeiten.
  - Deutsche Truppen besetzen die britischen Kanalinseln Jersey, Guernsey und Alderney. Etwa 23.000 Inselbewohner (knapp ein Viertel der Bevölkerung) sind nach Großbritannien evakuiert worden.
- 3. Juli: Um eine Auslieferung an das Deutsche Reich zu verhindern, fordert die britische Regierung ultimativ die Übergabe oder Demobilisierung der französischen Flotte, die den Kriegshafen von Mers-el-Kébir angelaufen hat. Nach Ablauf des Ultimatums bombardiert die Force H der Royal Navy diesen Flottenverband (Operation Catapult), wobei 1.297 französische Marineangehörige sterben. Gleichzeitig werden alle in britischen Häfen befindlichen französischen Kriegsschiffe gekapert und beschlagnahmt (Operation Grasp). Als Reaktion bricht Pétain die diplomatischen Beziehungen zu Großbritannien am 5. Juli ab.
- 6. Juli: Rückkehr Hitlers nach Berlin. Der triumphale Einzug in die Reichshauptstadt vom Anhalter Bahnhof zur Neuen Reichskanzlei wird von der Bevölkerung umjubelt.
- 10. Juli: Unter dem Eindruck der katastrophalen militärischen Niederlage («Le Dêbacle») ermächtigt die Nationalversammlung auf Betreiben Pierre Lavals mit 569 zu 80 Stimmen Pétain zur Ausarbeitung einer die Rechte von Arbeit, Familie und Vaterland garantierenden Verfassung für den État français. Das ist das faktische Ende der Dritten Republik und der Beginn des autoritären État français (Vichy-Regime). Dieser strebt eine Politik der Kollaboration mit dem Deutschen Reich an (siehe: Kollaboration in Frankreich)
- 19. Juli: Anlässlich des Sieges über Frankreich ernennt Hitler in der Berliner Krolloper neun Heeres-Generale (Keitel, von Bock, von Brauchitsch, von Kluge, List, von Leeb, von Reichenau, von Rundstedt, von Witzleben) und drei der Luftwaffe (Milch, Kesselring, Sperrle) zu Generalfeldmarschällen. Hermann Göring erhält den übergeordneten Rang des Reichsmarschalls.
- 2. August: Per Führererlass wird Elsaß-Lothringen der deutschen Zivilverwaltung unterstellt (CdZ-Gebiet Lothringen).